# Volkswagen Passat
Volkswagen Passat (paˈsat) — семейство среднеразмерных автомобилей компании Volkswagen, производящееся с 1973 по настоящее время. Название Пассат произошло от одноимённого ветра. В разных странах эти автомобили были известны как Dasher, Santana, Quantum, Magotan, Corsar и Carat.

## Passat B1

### Предыстория
К началу 1970-х годов производимый концерном Volkswagen «Жук» довоенной разработки, ввиду архаичности своей конструкции уже не мог конкурировать с современными автомобилями. Поэтому дальнейшая модернизация Käfer и его платформы уже не отвечала требованиям времени. В связи с этим руководство концерна Volkswagen поставило задачу инженерам создать принципиально новый автомобиль, способный вывести марку на более высокий уровень.

### История производства
Дебют нового автомобиля Volkswagen Passat состоялся в 1973 году. Дизайн кузова был разработан знаменитым итальянским кузовным ателье Italdesign под руководством Джорджетто Джуджаро. На момент запуска в производство, Passat имел весьма передовую компоновку: кузов хетчбэк и передний привод.
Volkswagen Passat был одним из самых современных европейских семейных автомобилей того времени и заменил своим появлением на конвейере устаревшие Volkswagen Type 3 и Type 4.

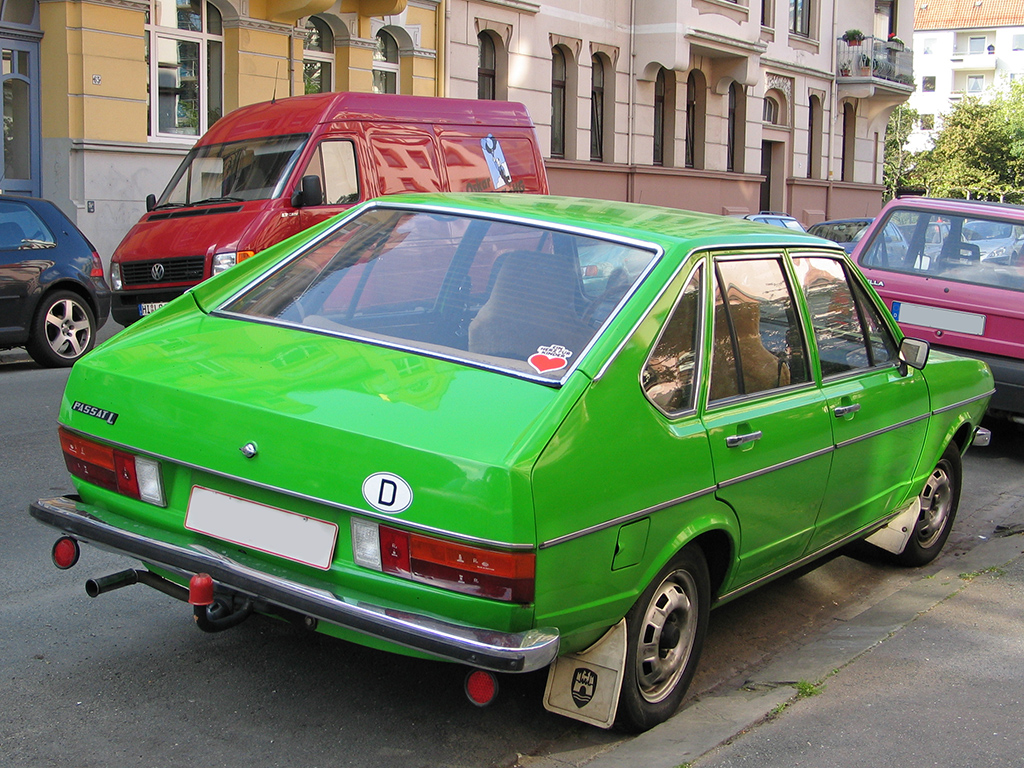
Пятидверный хетчбэк

Изначально Passat выпускался в кузове трёх/пятидверный хетчбэк — тогда популярность такого типа кузова в Европе только-только набирала обороты. Версии Passat в кузове седан не существовало, так как выпускался аналогичный седан Audi 80 B1.
В Европе базовые версии Passat с 1.3-литровым мотором комплектовались одной парой круглых головных фар; модификации среднего звена, с мотором 1.5 л., имели прямоугольный блок фар; дорогие варианты имели две пары круглых фар.
На приборной панели Passat В1 имелся спидометр, аналоговые часы и несколько контрольных ламп. На деревянной панели вставлены две салазки и рычаг управления печкой и радиоприёмник.

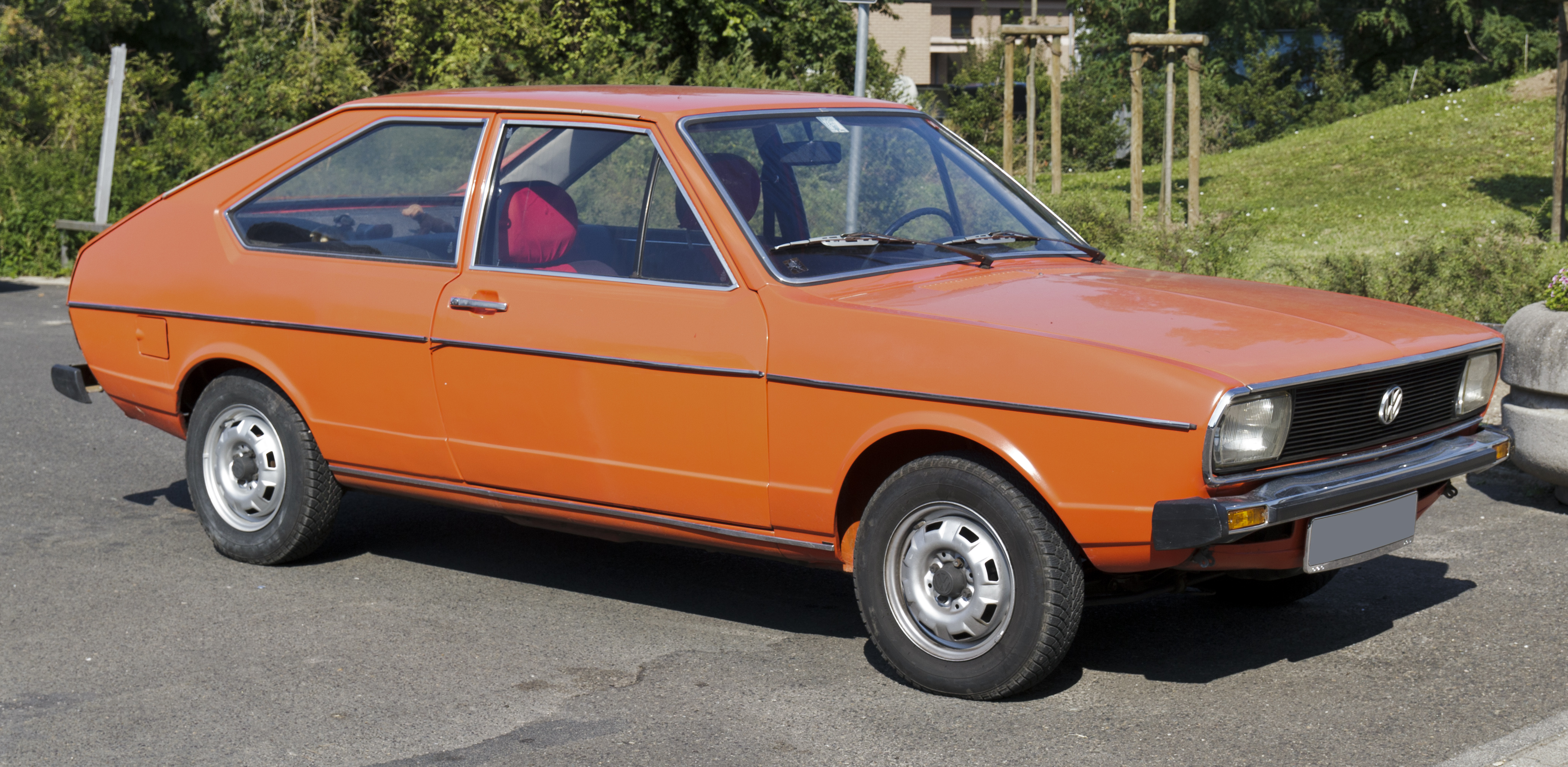
Трёхдверный хетчбэк

Первоначально на Passat устанавливали четырёхцилиндровые бензиновые нижневальные двигатели объёмом 1,3 литра (мощностью 55 л. с., 54 л. с.) и 1,5 литровые верхневальные (мощностью 75 л. с. (55 кВт, 74 л. с.) / 85 кВт, 84 л. с.) с продольным расположением, эти же двигатели использовались на Audi 80.

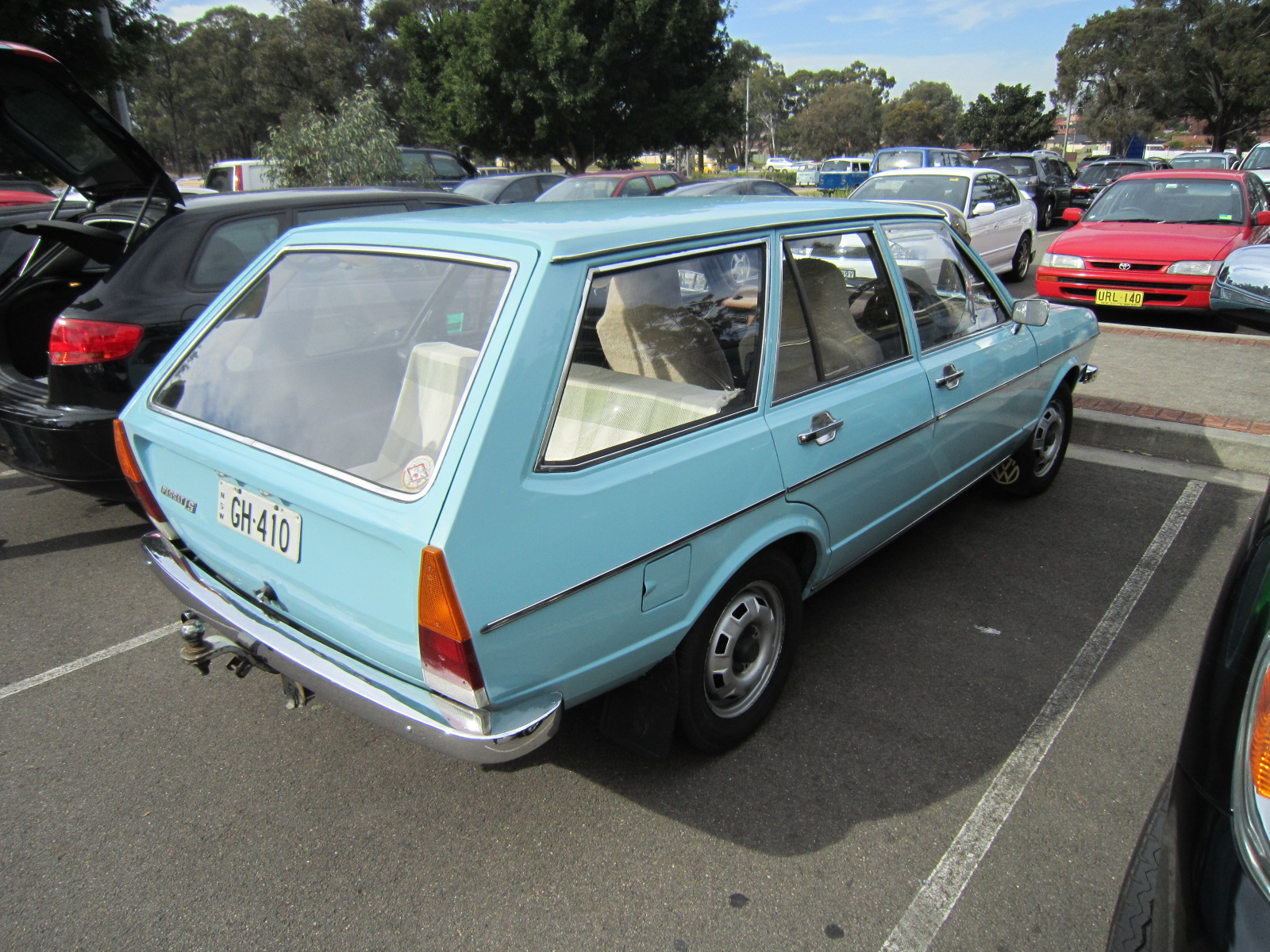
Универсал

В августе 1975 года объём 1,5-литрового двигателя был увеличен до 1,6 литра без изменения мощности, но с чуть более высоким крутящим моментом. В июле 1978 года появился Passat Diesel, оснащённый 1,5-литровым дизелем Volkswagen Golf (50 л. с. (37 кВт, 49 л. с.)), а в феврале 1979 года — Passat GLI с инжекторной версией 1,6-литрового двигателя.

### Рестайлинг

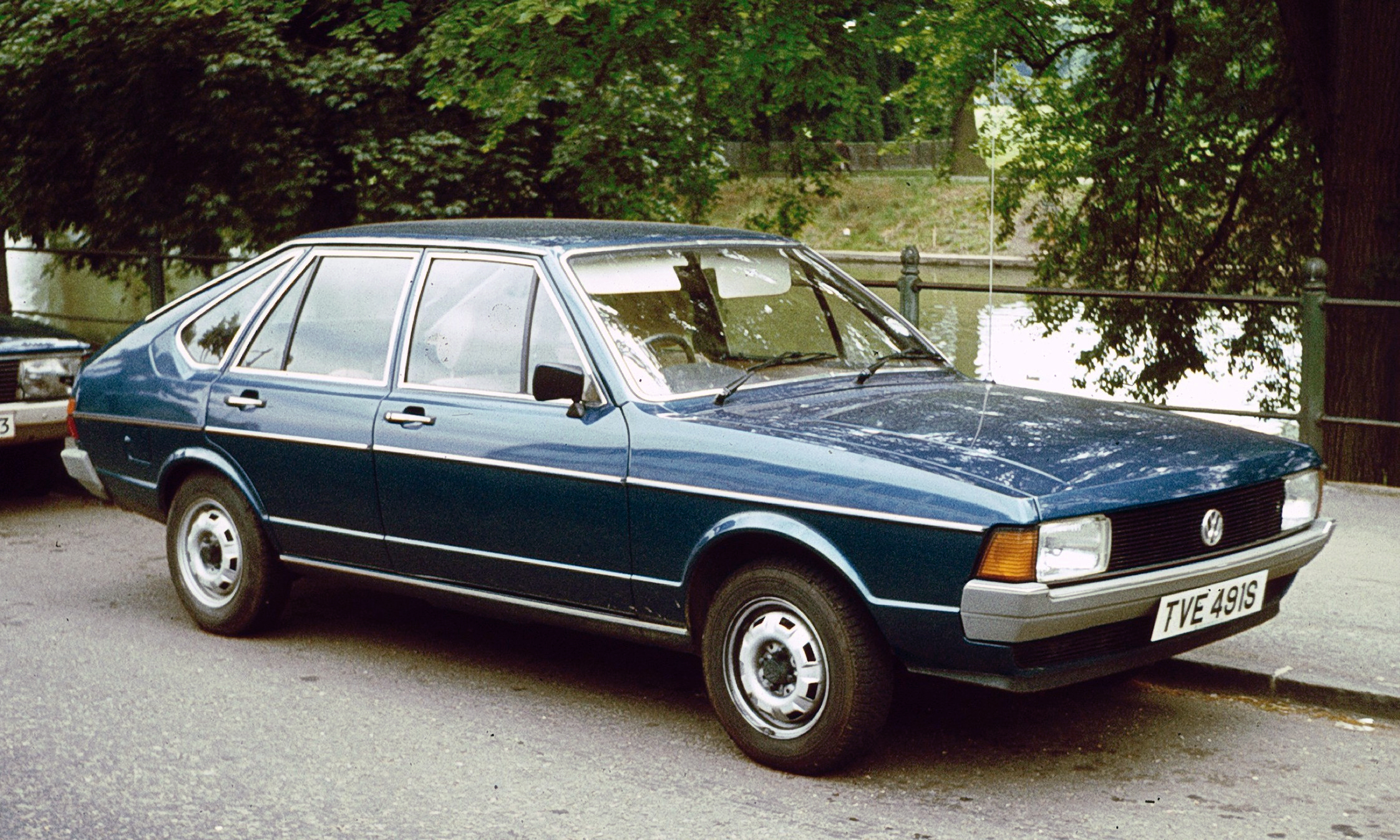
После рестайлинга 1977 года

В 1977 году Passat претерпел рестайлинг (в 1978 году за пределами Европы), который затронул интерьер салона и оформление кузова. Появилась новая приборная панель в стиле Golf, радиоприёмник и блок управления отопителем устанавливались по центру торпеды в одном блоке. С целью повышения безопасности хромированные бампера заменили на пластиковые. Рестайлинг был направлен преимущественно на то, чтобы между Audi 80 B1 и Passat появились более существенные различия. Опоры двигателя, коробка передач и выхлопная система подверглись модернизации с целью повышения шумоизоляции. Новые пружины, амортизаторы и стабилизатор поперечной устойчивости позволили повысить уровень комфорта в салоне.

### В других странах
В Северной Америке автомобиль вышел под названием Volkswagen Dasher. Из-за требований американских стандартов безопасности, VW Dasher имел две круглые фары и массивные бампера.  Единственным доступным двигателем был карбюраторный 1,5-литровый 75-сильный (56 кВт) (или 70 л. с. (52 кВт) в 1975 году), вытесненный с 1976 года инжекторным двигателем объёмом 1,6 литра 84 л. с. Bosch (58 кВт). Пятидверный универсал появился в 1974 году и продавался под названием Audi Fox.
В Австралии Passat собирался с 1974 по 1977 год. Сразу после начала продаж в Австралии, Passat был признан автомобилем года по версии журнала Wheels.
В Бразилии Passat B1 выпускался с 1974 по 1988 год. Изначально на него устанавливали 1,5-литровые бензиновые двигатели. В 1976 году появилась более спортивная версия TS 1.6 с двойными фарами. В 1979 году бразильский Passat получил передок от Audi 80.

## Passat B2
Производство второго поколения Volkswagen Passat началось в 1981 году. Passat B2 стал немного длиннее предшественника, обновился дизайн автомобиля, в котором теперь сразу определялся Passat: наиболее очевидным отличием являются прямоугольные фары. К слову, в начале 1980-х годов передний привод и кузов хетчбэк стали обыденным делом в мировом автомобилестроении.
В салоне также изменился стиль торпедо, на приборной панели которой появился тахометр. Появился новый двухспицевый, с другим оформлением подушки, руль.
Покупателям предлагалось очень большой список дополнительного оборудования: стереосистема Blaupunkt, электропривод стёкол, кожаный салон и спортивный руль, складывающийся задний диван и трансформируемый багажный отсек с подсветкой.
В США Passat / Santana имел название Volkswagen Quantum, доступный как трёхдверный хетчбэк, четырёхдверный седан и универсал.
Passat / Santana также выпускался и продавался в Китае, Мексике, Южной Америке и Южной Африке. В Мексике с 1984 по 1988 год как VW Corsar и Corsar Variant (4-дверный седан и 5-дверный универсал, соответственно). В Аргентине, с 1987 по 1991 год, под именем VW Carat. В Бразилии универсал именовался VW Quantum. Седан и универсал Passat B2 производились в Южной Африке для местного рынка до 1987 года.

### Техническое оснащение
Изначально линейка двигателей состояла из трёх четырёхцилиндровых бензиновых двигателей объёмом 1,3 литра (55 л. с.) и 1,6 литра (75 л. с. и 85 л. с.), пятицилиндрового бензинового двигателя объёмом 1,9 литра (115 л. с.). PS) и 1,6-литровый дизельным двигателем (54 л. с.).
Появилась достаточно продвинутая в те годы система «старт-стоп», предназначавшаяся для снижения расхода топлива. Система была устроена следующим образом: на подрулевом рычаге стеклоочистителя была установлена кнопка выключения двигателя: если педаль газа была нажата после включения сцепления, двигатель снова заводился.
Также нововведением была торсионная подвеска задних колёс с пружинно-демпфирующими элементами и резиновыми опорами, которые под действием поперечных сил стали твёрже в продольном направлении.

### Версии

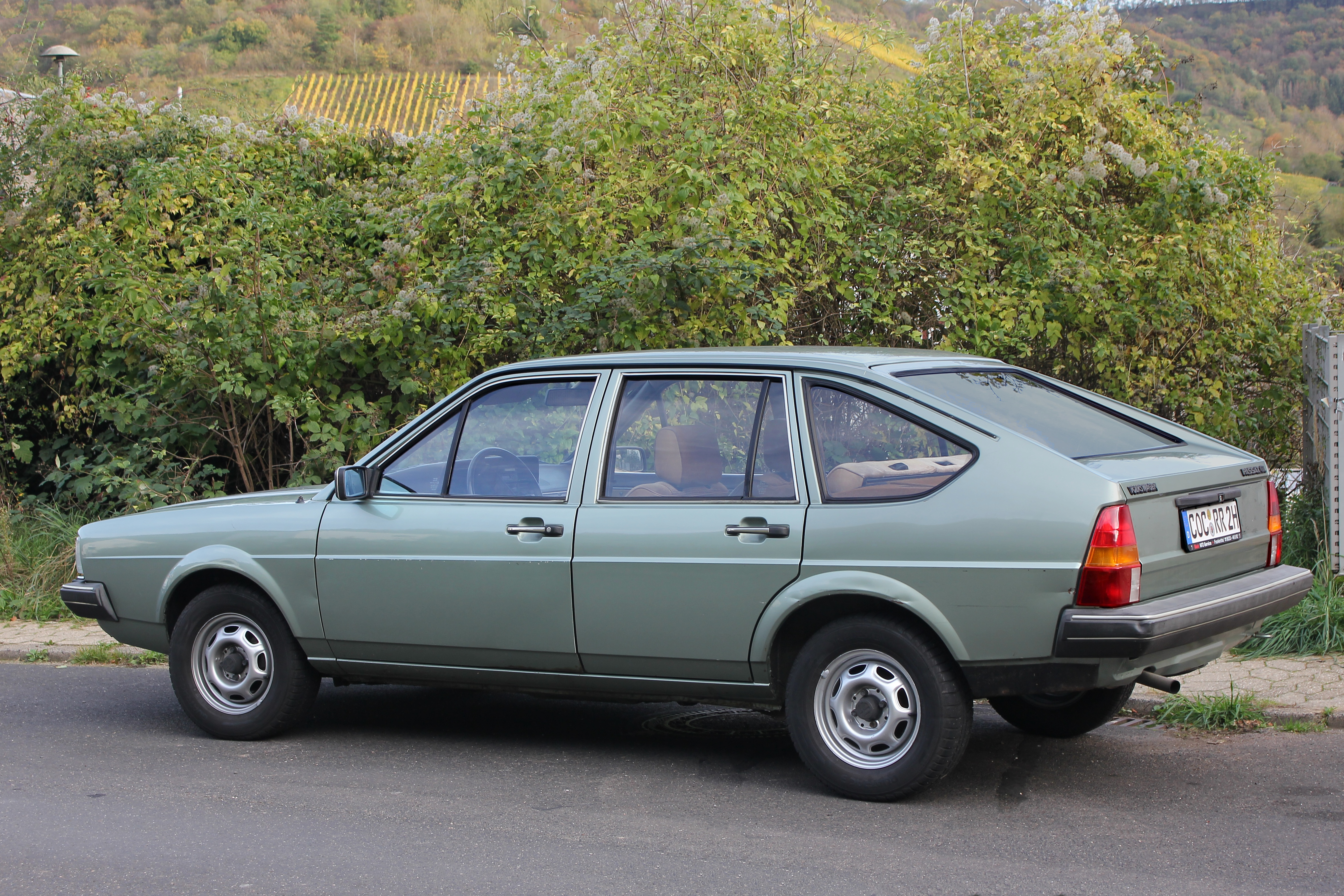
VW Passat GL 1980-85
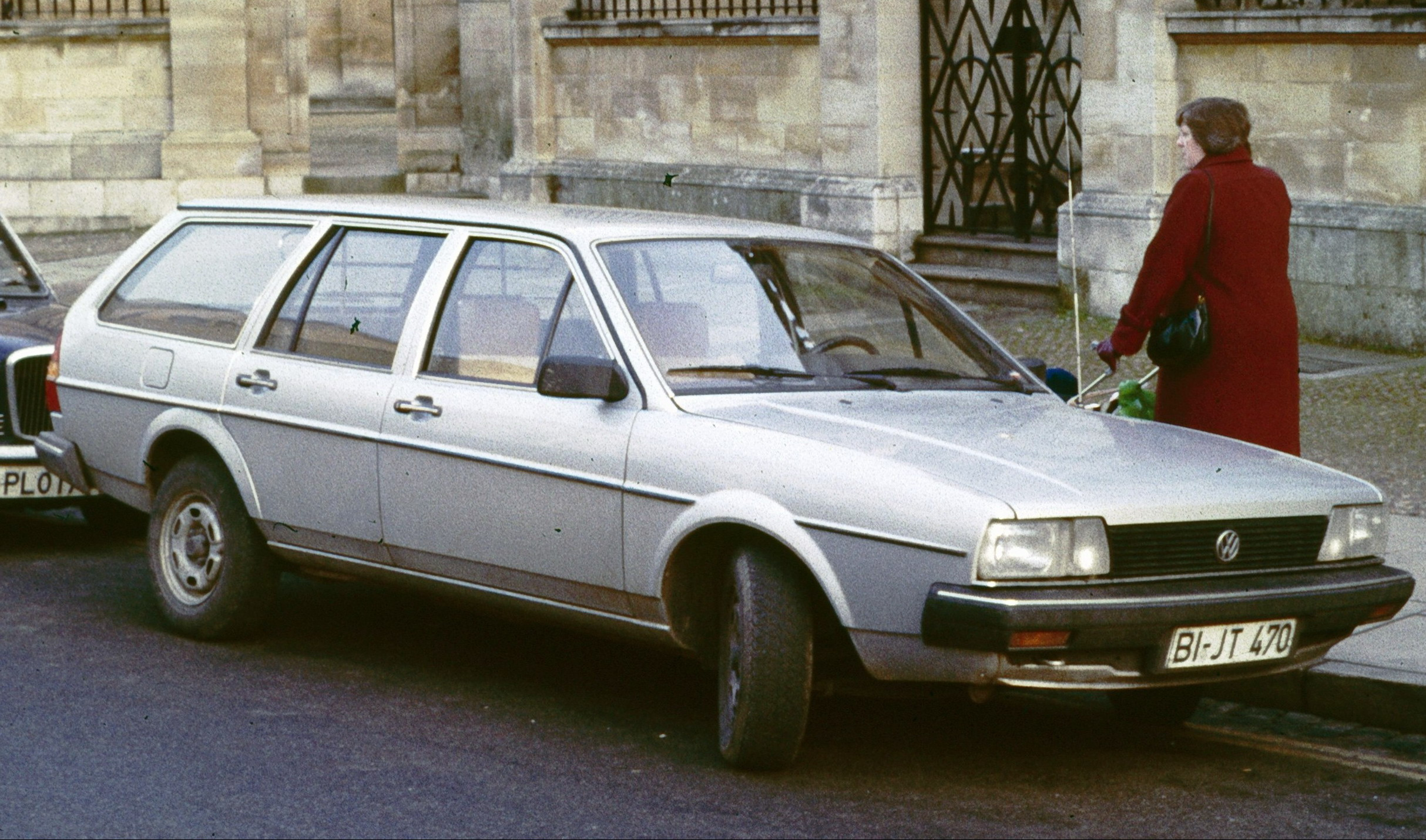
VW Passat Variant (1981–1985)
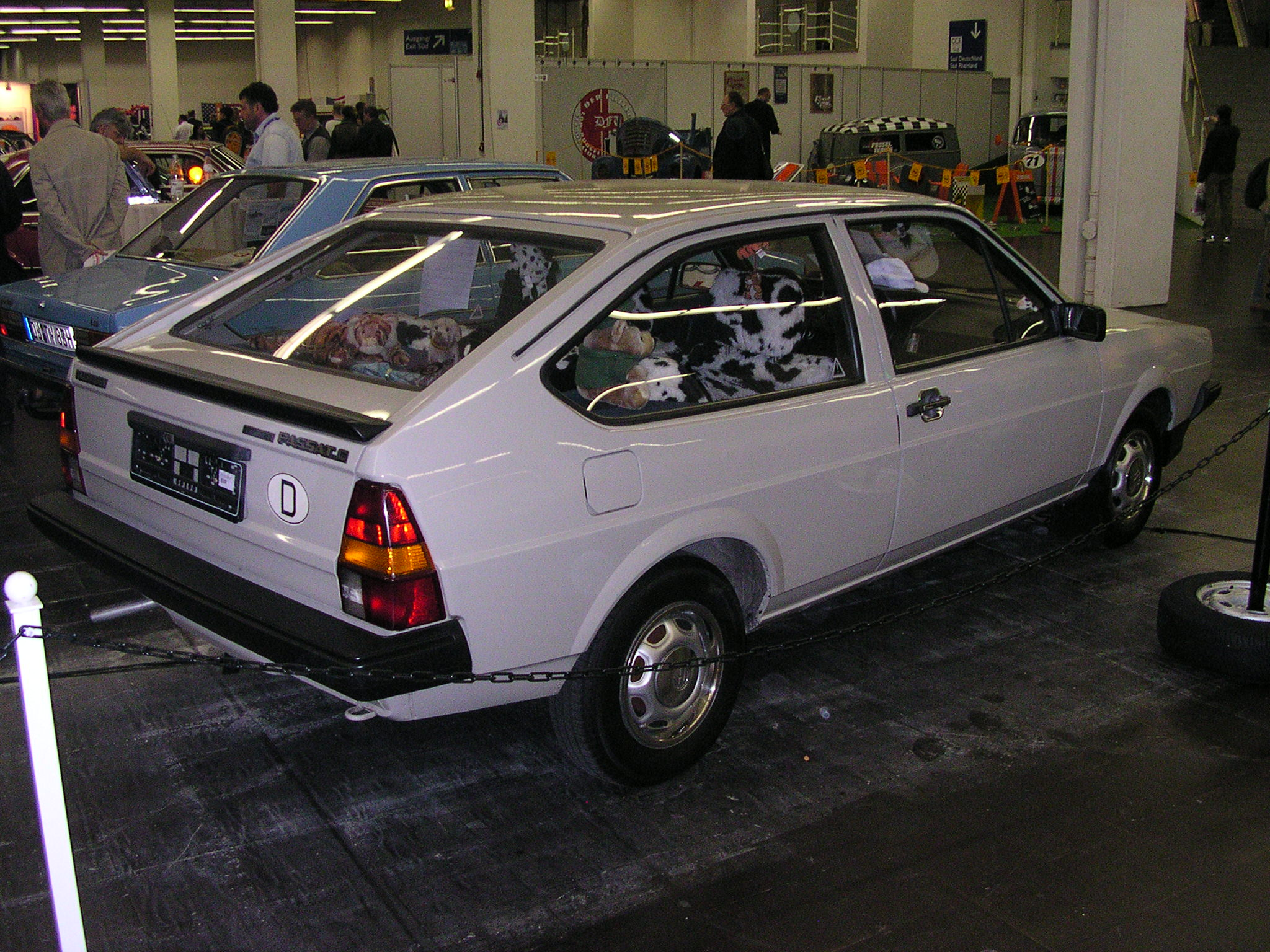
Трёхдверный хетчбэк
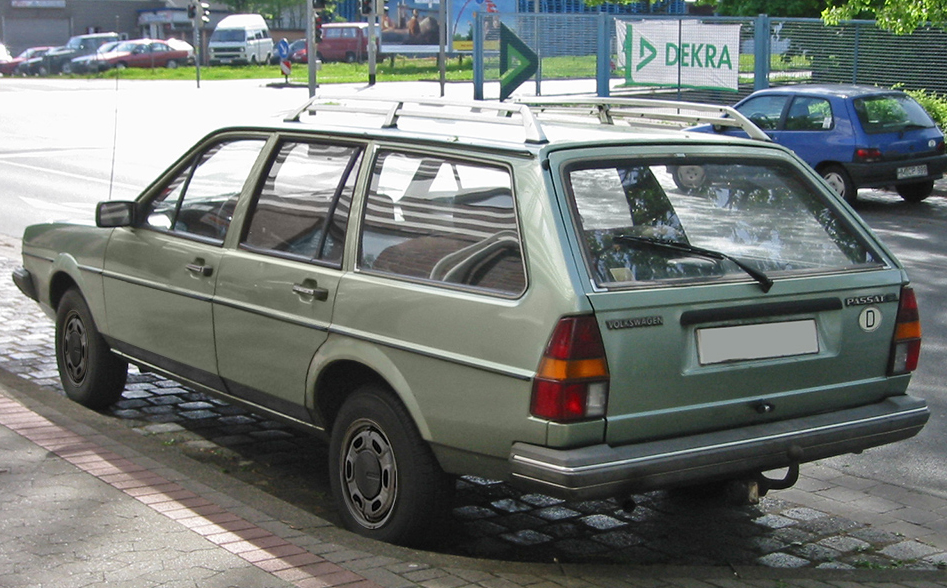
VW Passat Variant (1981–1985)
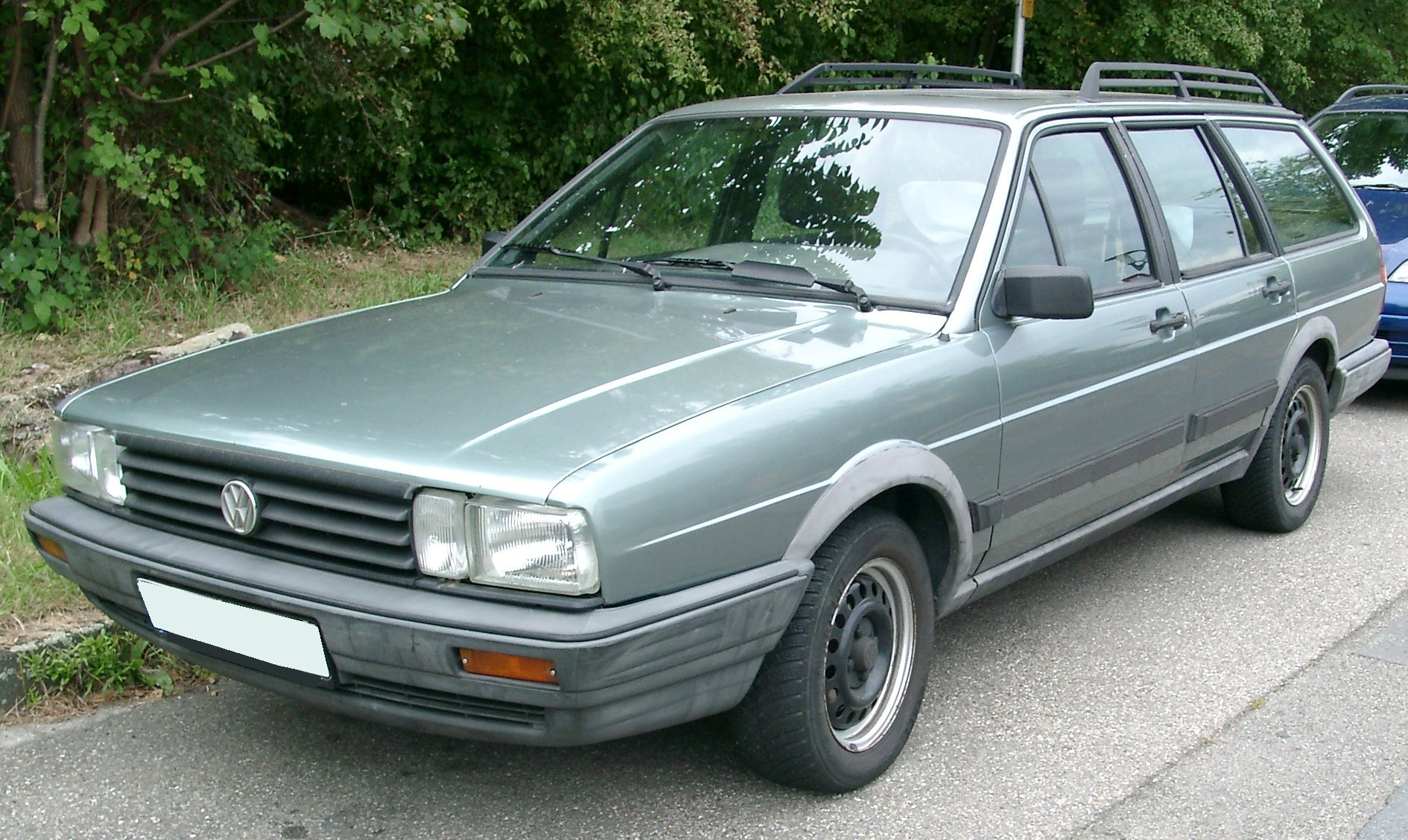
Универсал после 1985 года
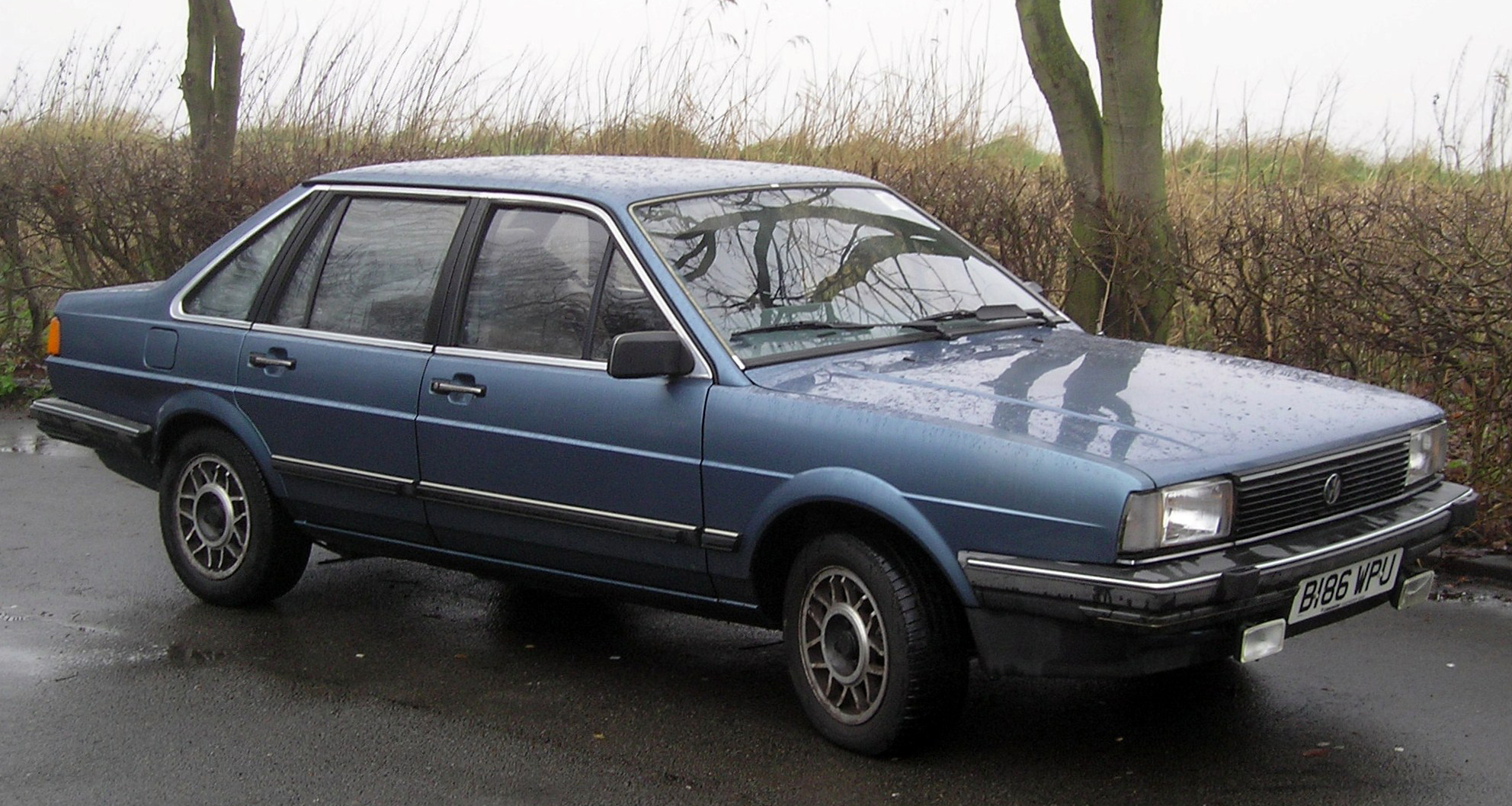
VW Santana (1981-1984)
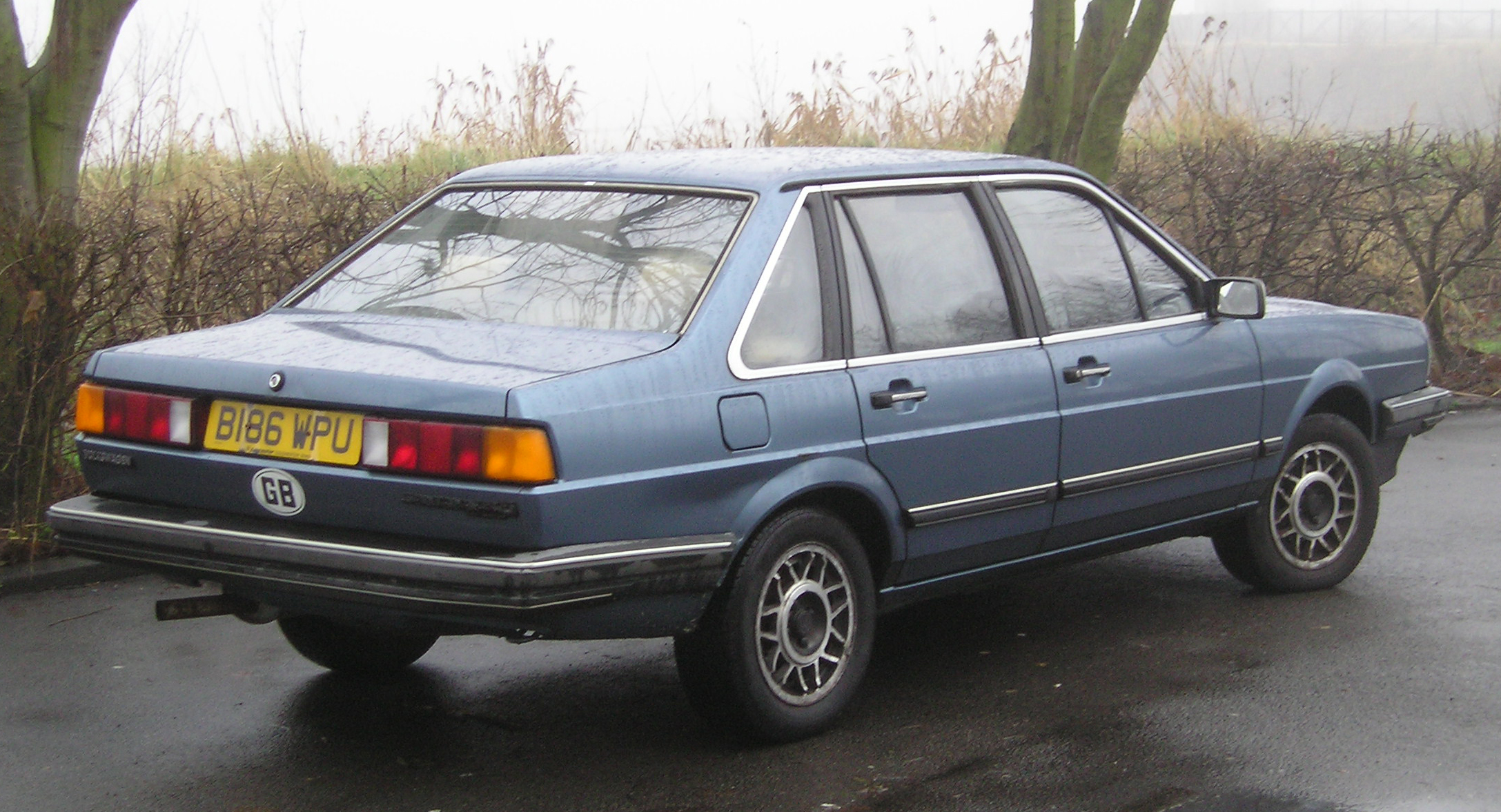
Сзади

Выпускался в кузове универсал (Variant) и хетчбэк (3 и 5-дверный). В дополнении к ним появился классический седан, который до 1985 года продавался как Volkswagen Santana в Европе.
Серийно производилась полноприводная версия VW Passat Syncro. Интересный факт: когда Passat Syncro впервые был показан на Франкфуртском автосалоне 1983 года, он должен был называться Passat Tetra. Система полного привода, используемая в Passat Syncro, была полностью идентична полноприводной Audi 80 quattro, а не Volkswagen Golf Syncro.
Нижняя часть кузова у версии Syncro была совсем другой: коробка передач была убрана в трансмиссионный тоннель, изменено расположение топливного бака и отсутствует запасное колесо (чтобы освободить место для установки сложной задней оси). Только наиболее популярная версия Variant была переработана. Версия Syncro также была доступна на рынке США, только с пятицилиндровым двигателем.
С 1985 года на Passat устанавливались более крупные бампера, новая передняя решётка радиатора и задние стоп-сигналы иной формы. Все версии Passat с пятицилиндровыми двигателями получили гидроусилитель руля, который значительно уменьшал рулевое усилие.
Производство трёхдверного хетчбэка было свёрнуто, а VW Santana в Европе был переименован в VW Passat.
31 марта 1988 года в Европе прекратилось производство Passat B2, хотя модели Syncro выпускали до июня. Мировой объём производства составляет не менее 4,5 миллиона штук.

### Китай
В апреле 1983 года первый в КНР Volkswagen Santana был собран рабочими из Shanghai Auto. Первые 100 автомобилей были собраны из машинокомплектов, доставленных из Западной Германии.
В октябре 1984 года Volkswagen подписал контракт с STAC, а также CNAIC и Банком Китая о создании совместного предприятия Volkswagen Automotive в Шанхае.
Серийное производство началось в сентябре 1985 года, а первая сборочная линия Santana стартовала месяцем позже. Изначально на китайские Santana ставились только бензиновые двигатели 1,6 л. и четырёхступенчатые механические коробки передач.
К сентябрю 1986 года в Китае было построено уже 10 000 единиц VW Santana. Предприятие, собиравшее VW Santana, заложило основу для массовой автомобилизации Китая.
В 1995 году на конвейере появился обновлённый VW Santana 2000, который был разработан для Китая при содействии бразильского подразделения Volkswagen. Изменения затронули преимущественно оформления передней и задней частей автомобиля.
В марте 2004 года Santana 3000 сменила Santana 2000. Дизайн новой модели китайские дизайнеры разработали самостоятельно. Santana 3000 также был первым в китайской серии Santana, на который были доступны ABS с электронным распределением тормозных сил, электронная блокировка дифференциала, борткомпьютер с дисплеем и люк на крыше. 2,0-литровый двигатель был добавлен в модельный ряд в июне 2006 года.

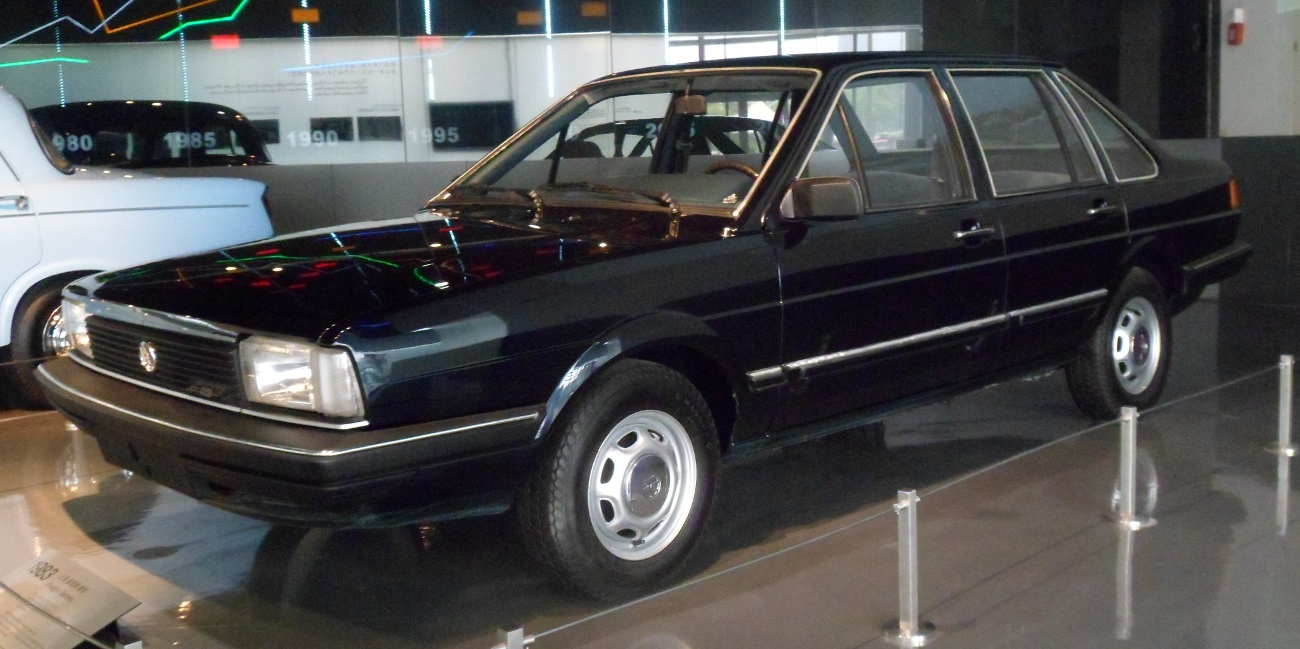
VW Santana (1983-1995)
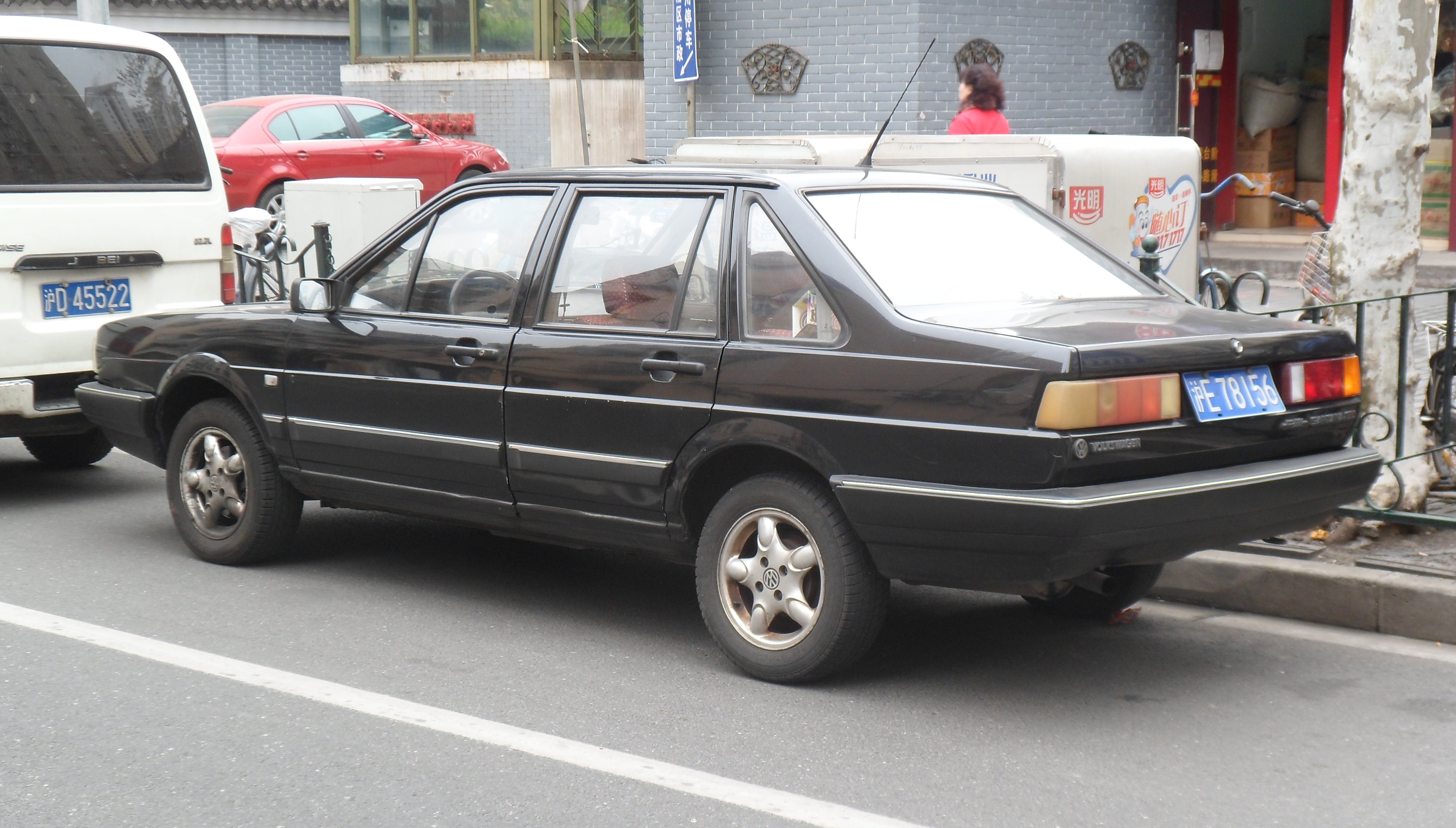
сзади
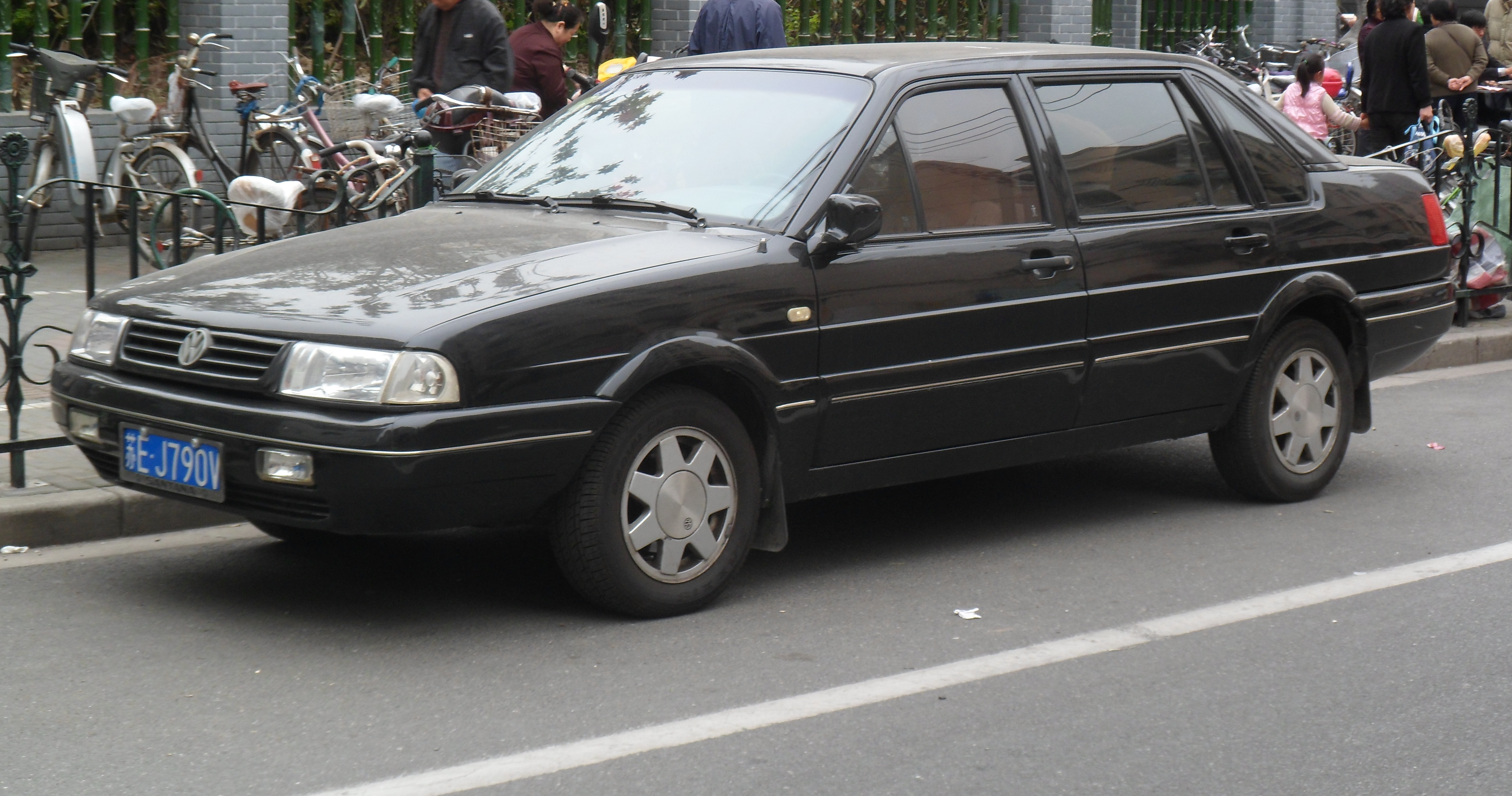
VW Santana 2000 (1995-2004)
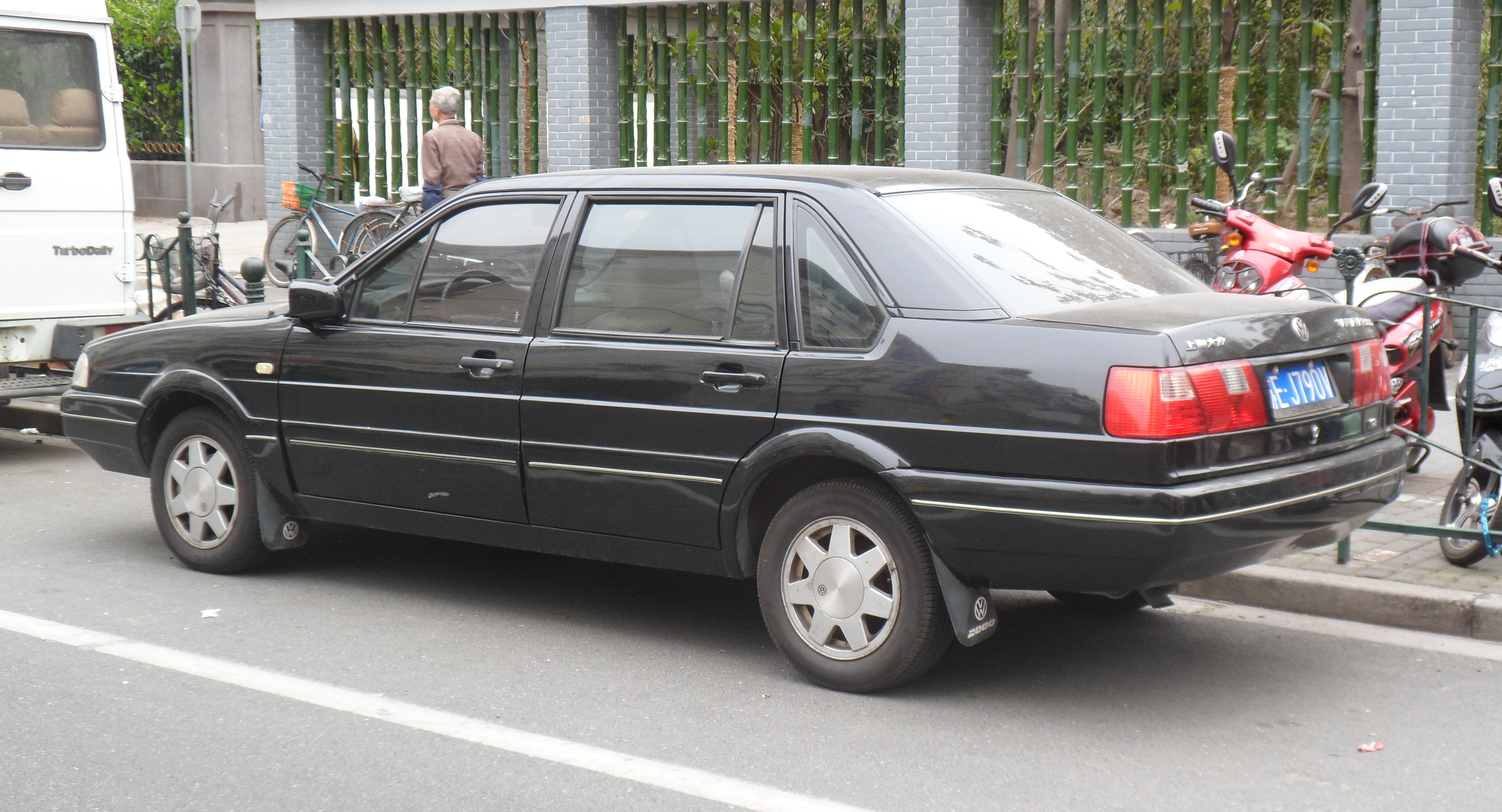
сзади
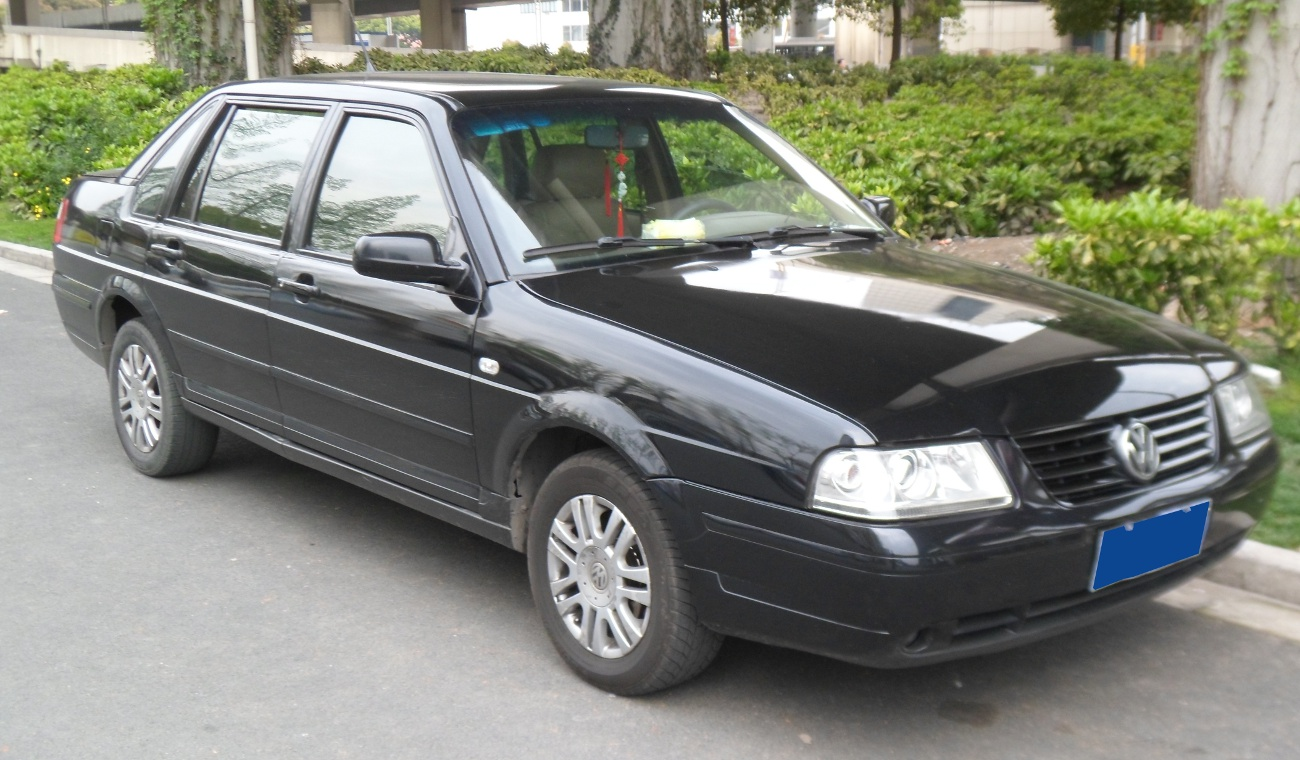
VW Santana 3000 (2004-2008)
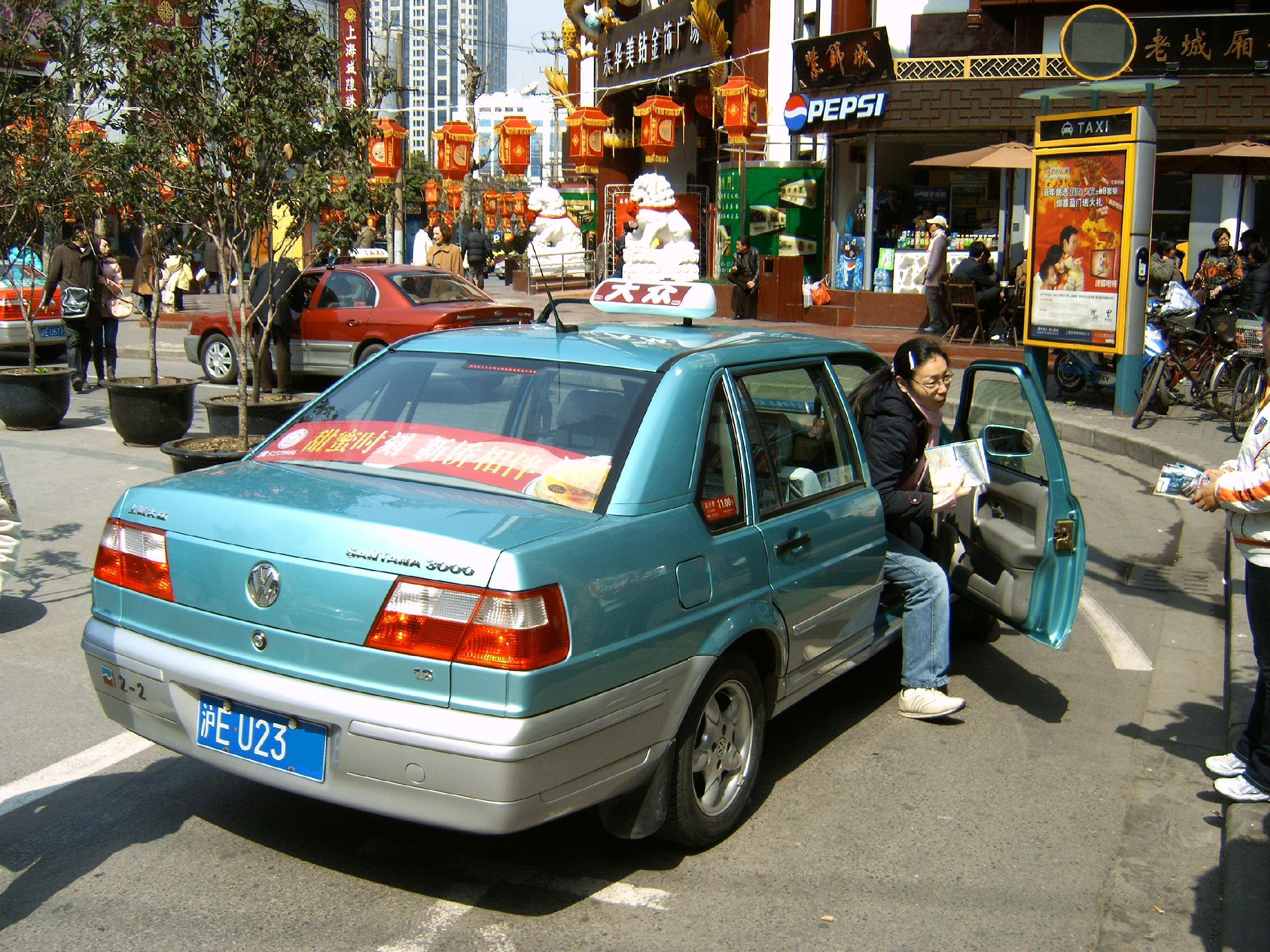
Santana 3000 такси
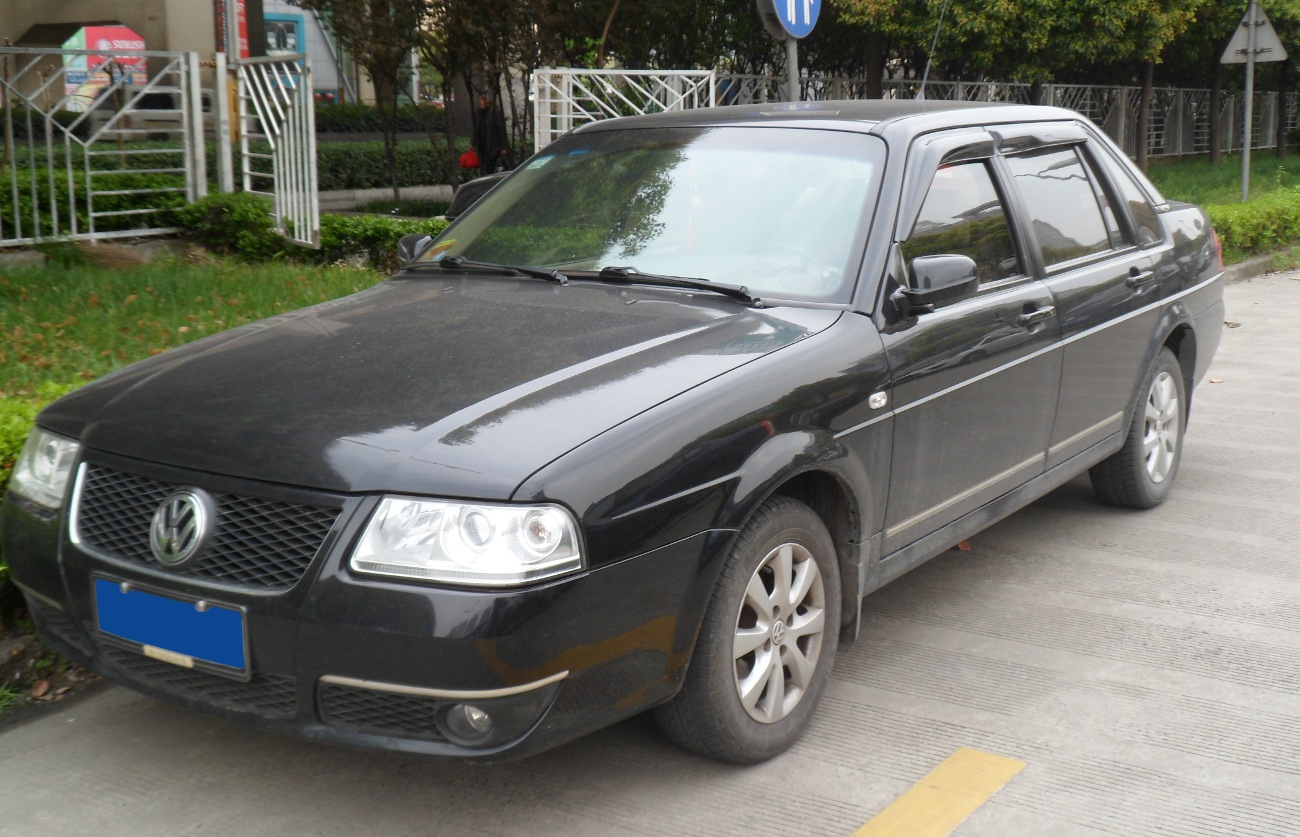
VW Santana Vista (2008-2012)
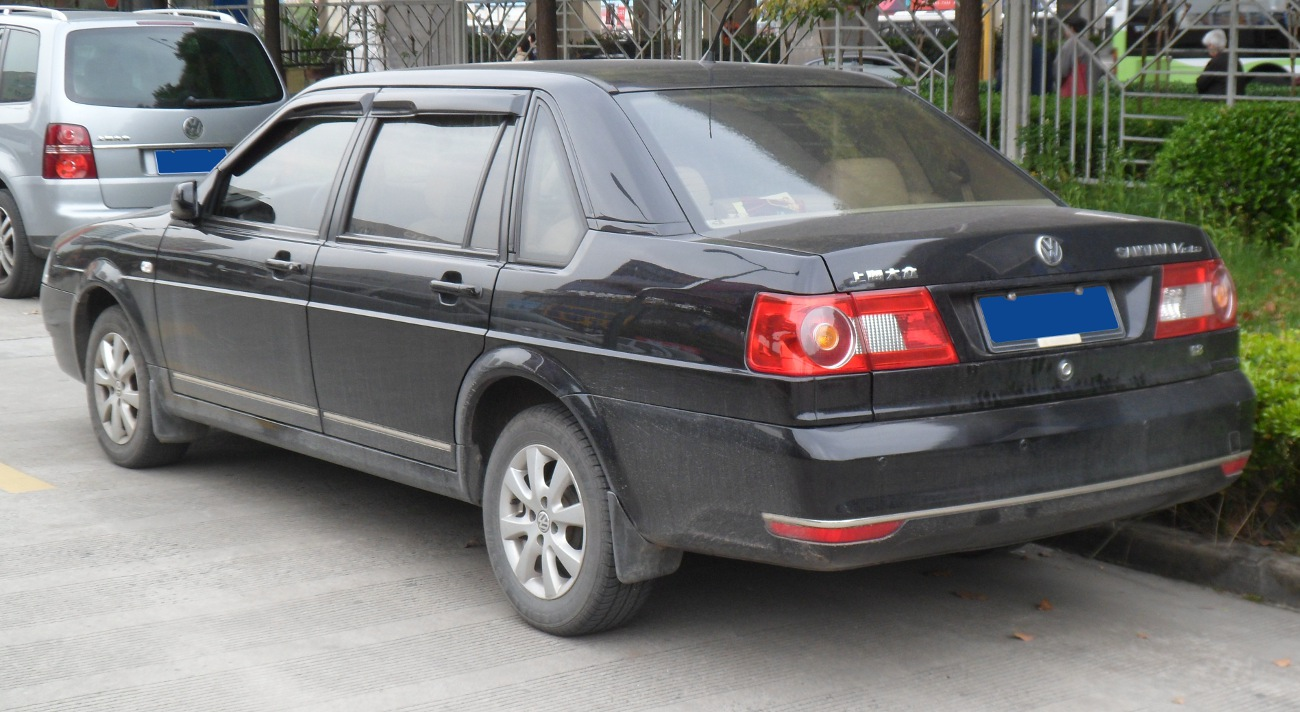
сзади

В январе 2008 года шанхайская компания Volkswagen Automotive выпустила модели Santana Vista (Чжицзюнь) и Santana Vista (Чанда) (модель такси) с обновлениями переднего и заднего вида и незначительными модификациями шасси. Эта модель продержалась на конвейере до 2012 года, то есть неизменная платформа Volkswagen Passat B2 находилась в производстве более 30 лет.

## Passat B3
Третье поколение Passat дебютировало в Европе в 1988 году, в Северной Америке — в 1990 и в 1995 — в Южной Америке. Это был первый Passat с поперечным расположением двигателей, построенный на собственной платформе Volkswagen, не имеющий ничего общего с платформой Audi B3. Автомобиль, хотя и обозначенный как B3, был основан на платформе A, которая использовалась для модели Volkswagen Golf II.
Новое поколение Passat получило современный и более скруглённый дизайн, характерной чертой которого стало отсутствие радиаторной решётки. Вместо неё забор воздуха производится через специальные прорези в бампере. Passat B3 являлся первым из всех моделей Volkswagen, который был полностью разработан при помощи системы автоматизированного проектирования на компьютере.
Это поколение Passat имело всего 2 типа кузова: четырёхдверный седан или пятидверный универсал. Багажник седана VW Passat имеет объём 500 литров. Багажник универсала меньше на 5 литров, однако имеет откидную спинку дивана, что увеличивает его объём на 1,5 куба пространства.
С 1991 года в базовой комплектации стал устанавливаться гидроусилитель рулевого управления;
Модель именовалась Passat на всех рынках. Версия syncro теперь использовала систему полного привода, аналогичную Volkswagen Golf.

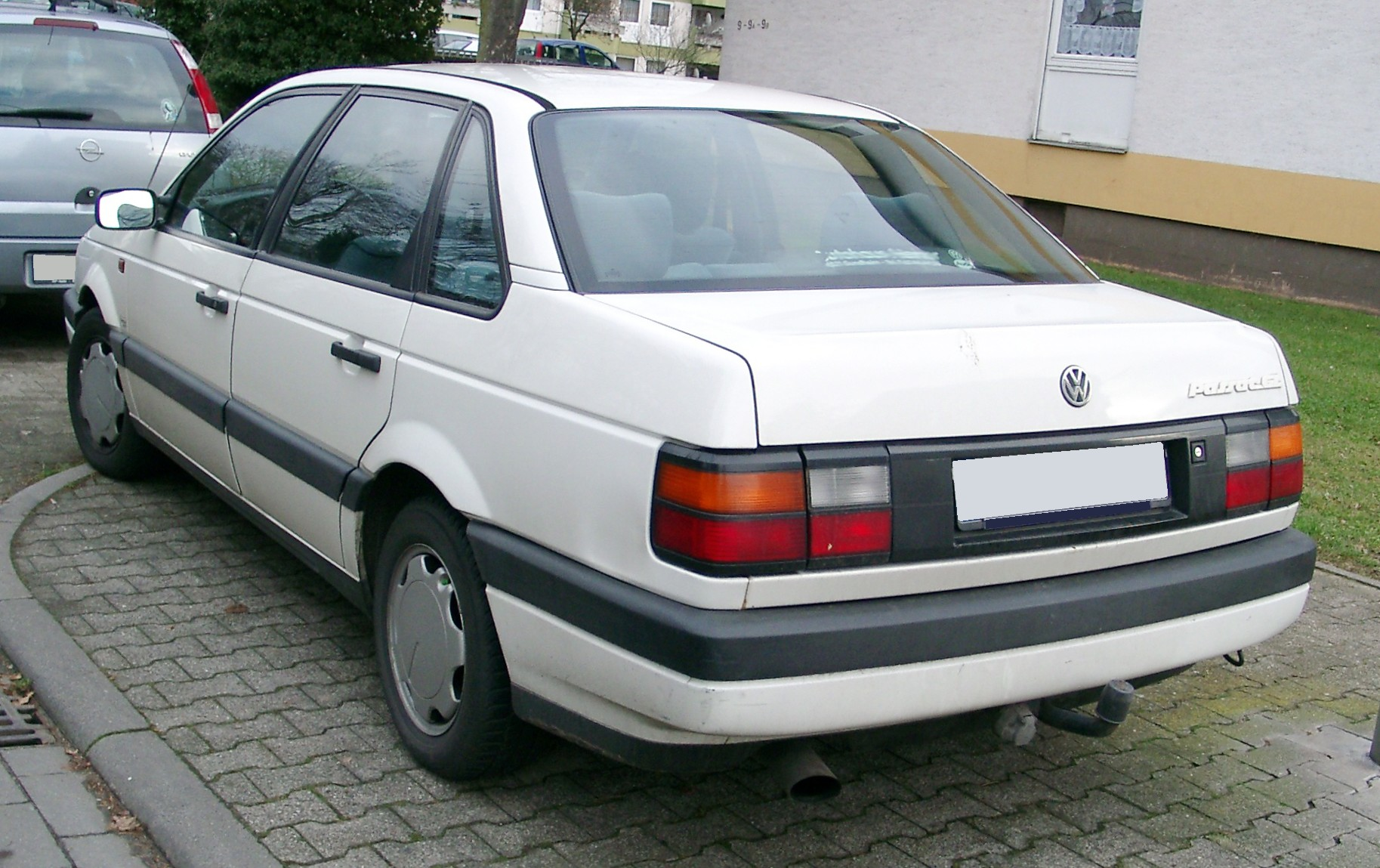
Седан

Гамма моторов, устанавливаемых на Passat B3, включала в себя как бензиновые, так и дизельные силовые агрегаты, с наддувом и без. Список комплектаций на европейском рынке включал:
- CL (Classic) — базовая комплектация, но всё же предлагались некоторые опции.
- GL (Grand Lux) — более богатая комплектация с бамперами и зеркалами в цвет кузова, более удобный салон и доступны любые опции.
- GT (Grand Turismo) — спорт-версия, включающая в себя инжекторный двигатель, широкий пластиковый обвес, спортивные сиденья, дисковые тормоза, а также многие другие опции.
- GLX — комплектация для Америки, самая богатая в базе — двигатель либо 16V, либо VR6, автоматические электроремни безопасности с псевдоинтеллектом, внутренняя обивка багажника для седанов, вогнутый руль, габариты в поворотниках, передний бампер без штатного места для номера, в большинстве кожаный салон. Так же любые опции, плюс специальные: защитные брусья для колен, стеклянный люк, круиз-контроль.
- TX - комплектация для Франции, созданная на базе комплектации CL с набором дополнительных опций. Предлагалось на выбор 3 варианта двигателей: дизельный объёмом 1.6 литра на 80 л.с. с турбонаддувом, а также бензиновые на 1.8 литра (90 л.с.) и 2 литра (115 л.с.). Выпускалась с октября 1992 года по июль 1993 года, после чего была заменена на версию Trend.

Существовали также модификации с мощными моторами, обозначаемые специальными табличками (шильдиками):
- 16V' двигатель с 16-клапанной головкой, объёмом 1,8 или 2,0 л.
- G60 двигатель объёмом 1,8 л. с приводным нагнетателем G60 и системой полного привода Syncro'
- VR6 двигатель имеет 6 цилиндров с VR-образной компоновкой
- 16V G (она же Limited) — самая мощная заводская модификация (мощность — 211 л. с. крутящий момент — 252 Нм)

На выбор предлагалась 5-ступенчатая механическая коробка передач или 4-ступенчатая автоматическая КПП.
При разработке Passat B3 было уделено большое внимание пассивной безопасности водителя и пассажиров. Так, в двери с целью защиты пассажиров от удара, были вварены швеллерные балки. В конце 1992 года на всех версиях Passat B3 появились подушки безопасности водителя и переднего пассажира.
Серийное производство Passat B3 полностью прекращено в 1993 году. Незадолго до снятия с производства, появилась так называемая «переходная» версия Passat B3 Arriva, на которую стали устанавливать некоторые детали от нового Passat B4.

## Passat B4
В октябре 1993 года Passat B4 был запущен в серийное производство. Несмотря на обозначение B4, четвёртое поколение Passat представляло собой глубокий рестайлинг своего предшественника B3 — с теми же силовым каркасом кузова, крышей и остеклением. Визуально машина получила множество мелких изменений в виде иной головной оптики, молдингов в цвет кузова, новой формы бамперов, в который интегрировали противотуманные фары. Снова появилась классическая радиаторная решётка, что сделало дизайн максимально унифицированным с Golf Mk3 и Jetta.
В Passat B4 подушки безопасности водителя и переднего пассажира, а также ремни безопасности с преднатяжителем, которые ранее были доступны на Passat B3 только за дополнительную плату, теперь устанавливались в базовой комплектации вместе с ABS.

### Комплектации
Для моделей, экспортируемых в Соединённые Штаты, были доступны только три варианта исполнения: GLS, GLX и TDI. В остальных же странах (в частности в Европе) Passat предлагался в следующих комплектациях:
- CL — базовая комплектация со внутренней тканевой отделкой. За дополнительную плату на CL иногда ставили электропакет и другие опции, однако комплектация год от года дополнялась разными опциями. В 1996 году она уже включала в себя тахометр, центральный замок и подушки безопасности, которые ранее предлагались лишь в качестве опций.
- GV — более дорогая и дополненная версия. В ней устанавливался велюровый салон с креслом водителя, оснащенным большим количеством регулировок, а в спинках передних кресел были карманы для дорожных карт и атласов. Из дополнительной электроники стояли электростеклоподъёмники и электрорегулировка боковых зеркал.
- GT — дорогая спорт-версия. Штатно устанавливались спортивные кресла, низкопрофильная резина с легкосплавными дисками и более жёсткая подвеска в сочетании с 2-литровым 16-клапанным мотором.
- GLX — премиальная и самая дорогая версия. Под капотом такой комплектации был возможен только один двигатель — мощный VR6.

Благодаря доступности, надёжности и вместительности, помимо личного использования гражданами, в европейских странах Passat не редко использовался в качестве служебной машины в фирмах и на государственной службе — полиции и других ведомствах.
Всего было выпущено около 690 000 автомобилей четвёртого поколения, из которых порядка 60 % составили универсалы. Выпуск был остановлен в 1996 году.

### Двигатели
Passat B4, как и предшественник, в основном оснащался 4-цилиндровыми бензиновыми и дизельными двигателями (мощностью от 75 до 150 л. с.). Однако B4 оснащался более мощными 6-цилиндровыми моторами VR6 (174 л. с. и 190 л. с). На всех этих двигателях ГРМ оснащался гидрокомпенсаторами.
Наиболее оптимальными с точки зрения динамики и расхода топлива являлись бензиновые двигатели объёмом 1,8 л (90 л. с.) и 2,0 л (115 л. с.), а также турбодизель 1.9 л (90 л. с.).
Почти все выпущенные Passat B4 имели дисковые тормоза всех колёс, однако на версиях мощностью до 115 л. с. сзади устанавливались тормозные барабаны.

## Passat B5
Семейство моделей Passat пятого поколения (1997—1999 Typ 3B и 2000—2005 Typ 3BG) было показано публике в 1996 году. В отличие от предыдущих машин, выпускавшихся с 1988 года, платформа вновь унифицирована с однотипными Audi А4 и А6. Это позволило применить более мощные и современные силовые агрегаты Audi продольного расположения.
Для этого поколения Passat был применён абсолютно новый дизайн кузова и салона, в котором преобладали округлые и плавные линии кузова. Это способствовало том, что у Passat B5 коэффициент аэродинамического сопротивления по продольной оси (Cx) равен 0,27. Новый салон отличался хорошей эргономикой и качеством отделки.
Модель Passat B5, как и предшествующее поколение, производился только с кузовами седан и 5-дверный универсал Variant.
Очень быстро Passat B5 стал весьма популярным автомобилем в своём классе, благодаря чему он составил серьёзную конкуренцию Honda Accord и Toyota Camry.

### Устройство
Передняя подвеска Passat B5 имела независимую многорычажную конструкцию, которая заметно уменьшила пространство под капотом. В конструкции задней подвески была применена полунезависимая торсионная балка. По сути это первый вариант такого рода подвески для Volkswagen. На протяжении выпуска модели детали и конструкция передней подвески менялась почти постоянно. Так, модернизации подвергались точки крепления поворотного рычага подвески, перешли на «тонкие пальцы» рычагов, меняли сами рычаги, конструкцию их шаровых опор, материал пальцев, стабилизатор поперечной устойчивости. Это, с одной стороны, улучшало ходовые качества подвески, а с другой увеличило количество вариаций деталей и комплектующих, появилась сложность подбора необходимого элемента для определённого года выпуска, а также сложность её ремонта.
Полноприводные версии B5 Syncro традиционно продолжили использовать систему полного привода Quattro IV поколения от Audi (с применением межосевого дифференциала Torsen).
Passat B5 имел очень большую моторную гамму: существовали версии с 4-, 5- и 6-цилиндровыми бензиновыми и дизельными двигателями объёмами в 1,6-2,8 л. мощностью 90-193 л. с. (В 2001—2004 гг. также устанавливался 8-цилиндровый W-образный двигатель объёмом 4 л. и мощностью 275 л. с.)

### Безопасность
В 1997 году Passat B5 прошёл серию краш-тестов по методике EuroNCAP, он B5 превзошёл по многим показателям многие современные автомашины, он получил 3 звёздочки из 5. При переднем и боковом ударах он уложился в размеры нормативов, хотя при тестировании безопасности пешехода Passat не вписался в нормативы теста на аварии.
| Euro NCAP                                         | Euro NCAP | Euro NCAP | Euro NCAP |
| ------------------------------------------------- | --------- | --------- | --------- |
| Рейтинги                                          | Пассажир  |           | 15        |
| Рейтинги                                          | Ребёнок   |           | 24        |
| Рейтинги                                          | Пешеход   |           | 20        |
| Протестированная модель: VW Passat B5 1.6L (1997) |           |           |           |

#### Volkswagen Passat B5.5 (или B5+)
Все Volkswagen Passat B5, построенные после конца 2000 года, стали именоваться как модели B5.5 и получили незначительные изменения во внешнем виде и технике, включая новую форму переднего блока фар, новые бамперы, крылья, задние стоп-сигналы и хромированную отделку.
Четырёхлитровый двигатель W8 мощностью 275 л. с. (202 кВт) был доступен в люксовой версии, оснащавшейся системой полного привода. Конструкция этого W образного двигатель была разработана в Volkswagen Group, которая позже появилась на двигателях W12, устанавливавшихся в VW Phaeton и Audi А8, и двигателях W16 в Bugatti Veyron.
После модернизации 2000 года появилась шестиступенчатая механическая коробка передач.
В 2003 по 2005 год устанавливался дизельный двигатель 2,0 л. с непосредственным впрыском и турбонаддувом (TDI) мощностью 136 л. с. (100 кВт).
В начале 2000-х годов Passat B5 имел следующее оснащение: ABC, антипробуксовочную систему, датчик дождя, два борткомпьютера, климат-контроль, встроенную систему GPS RNS MCD.
Существовала удлинённая версия Passat B5 LWB, производство которого началось в Китае в декабре 1999 года компанией Shanghai-Volkswagen. От обычной версии B5 LWB отличается тем, что имеет большую колёсную базу и удлинённый на 100 мм кузов. Обновлённая версия под названием Passat Lingyu была выпущена в конце ноября 2005 года и оснащалась 1,8-литровым двигателем EA113 с турбонаддувом и 2,0-литровым двигателем EA113, а также 2,8-литровым бензиновым двигателем BBG V6. Чуть позже для рынка Европы будет выпущена Škoda Superb I на этой же платформе. В 2005 году появилось следующее поколение Passat LWB, получившего название Volkswagen Passat Lingyu.

### Цена
| Модель                | Мощность, л. с. | Цена sedan, DM | Цена variant, DM |
| --------------------- | --------------- | -------------- | ---------------- |
| Passat 1.6            | 101             | 35800          | 37550            |
| Passat 1.8 5V         | 125             | 38800          | 40550            |
| Passat 2.3 VR5 Syncro | 150             | 41400          | -                |
| Passat 1.8 5V Turbo   | 150             | 42100          | 43850            |
| Passat V6 Syncro      | 193             | 51500          | -                |
| Passat TDI            | 90              | 39500          | 41250            |
| Passat TDI            | 110             | 41400          | 43150            |
| Passat TDI Syncro     | 110             | 44000          | -                |
| passat 1.9 TDI        | 131             |                |                  |

## Passat B6
Был представлен на Женевском автосалоне в марте 2005 года, (продажи стартовали летом того же года). В отличие от своего предшественника В5, Passat B6 больше не базировался на одной платформе с моделью Audi A4, а имел в своей основе модернизированную платформу PQ46, используемую Golf Mk5. По сравнению с предыдущим поколением, у кузова Passat B6 появились более современные и плавные очертания.
Passat B6 имеет поперечное расположение двигателя (как Passat B3 и B4, построенные на модернизированной платформе A2 — Golf Mk2), а не продольное как у своего предшественника Passat B5.
Оснащение Passat B6 полностью соответствовало своему классу. Уже в базовой комплектации «Trendline» Passat имел 10 подушек безопасности, климат-контроль, в «Highline» — комбинированную обивку салона кожа/алькантара и более технологичный климат-контроль Climatronic.
Из-за поперечной компоновки двигателя на новой полноприводной версии Passat B6 инженеры отказались от использования системы постоянного полного привода с межосевым дифференциалом Torsen, используемого на Passat B5 syncro/4motion, и взамен применили систему автоматически подключаемого полного привода с муфтой Халдекс для подключения задней оси, что в на большинстве режимов движения сделало управление полноприводной модификацией автомобиля наподобие переднеприводной, и лишь в экстра-режимах пробуксовки передней оси обеспечивало тягу и с задней оси с возможностью реализации на ней до 50 % эффективно используемого крутящего момента.

### Безопасность
Система пассивной безопасности Passat B6 включает в себя фронтальные и боковые подушки безопасности водителя и переднего пассажира, а также боковые подушки безопасности для задних пассажиров.
| Euro NCAP                                                             | Euro NCAP | Euro NCAP | Euro NCAP             |
| --------------------------------------------------------------------- | --------- | --------- | --------------------- |
| · общий рейтинг                                                       |           |           |                       |
| 91%                                                                   | 77%       | 54%       | 71%                   |
| взрослый пассажир                                                     | ребёнок   | пешеход   | активная безопасность |
| Протестированная модель: VW Passat 1.9 diesel 'Trendline', LHD (2010) |           |           |                       |

### Прочие версии

#### Volkswagen Passat R36 (B6)
На автосалоне во Франкфурте в сентябре 2007 года Volkswagen представил линейку R36, созданную Volkswagen Individual GmbH.

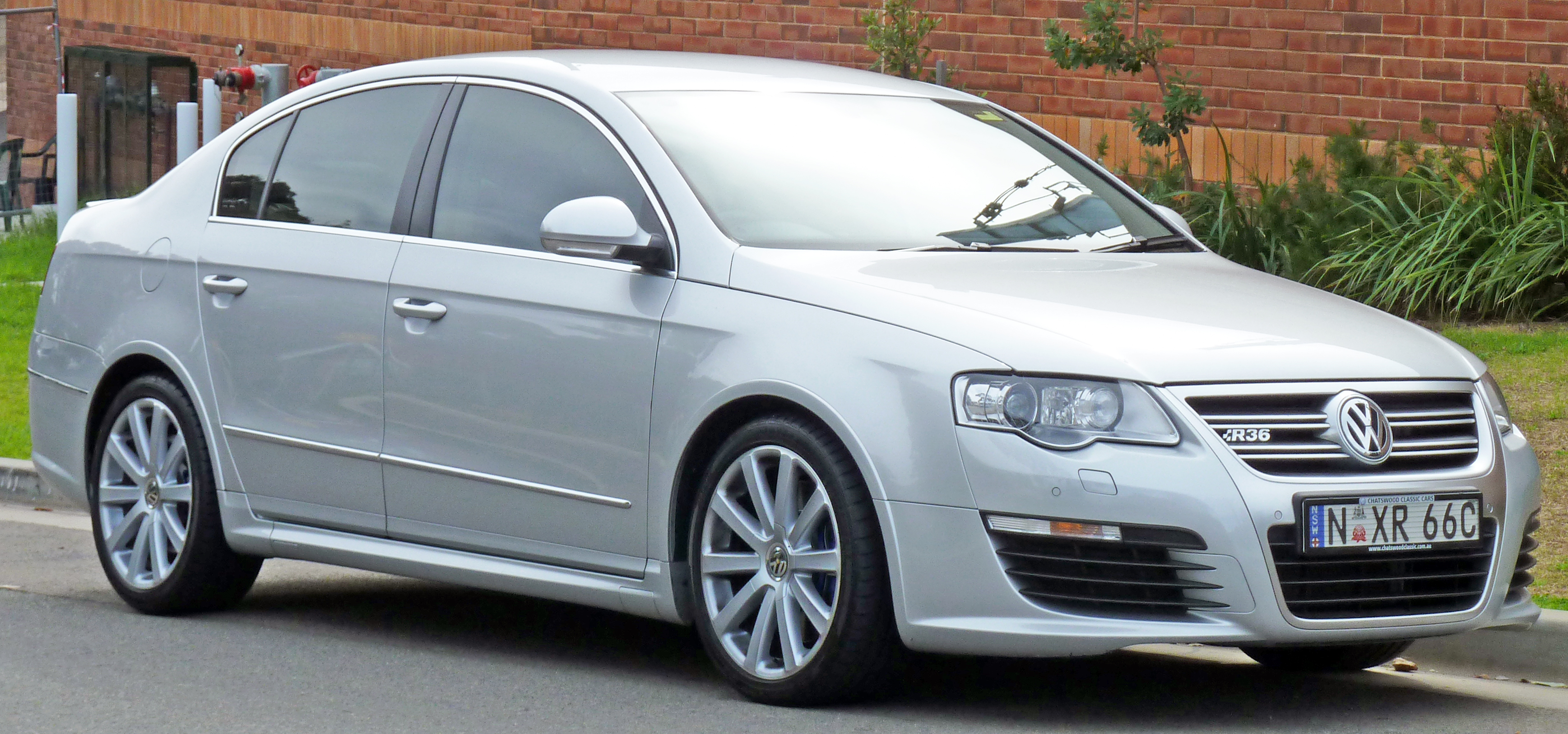
седан (спереди)
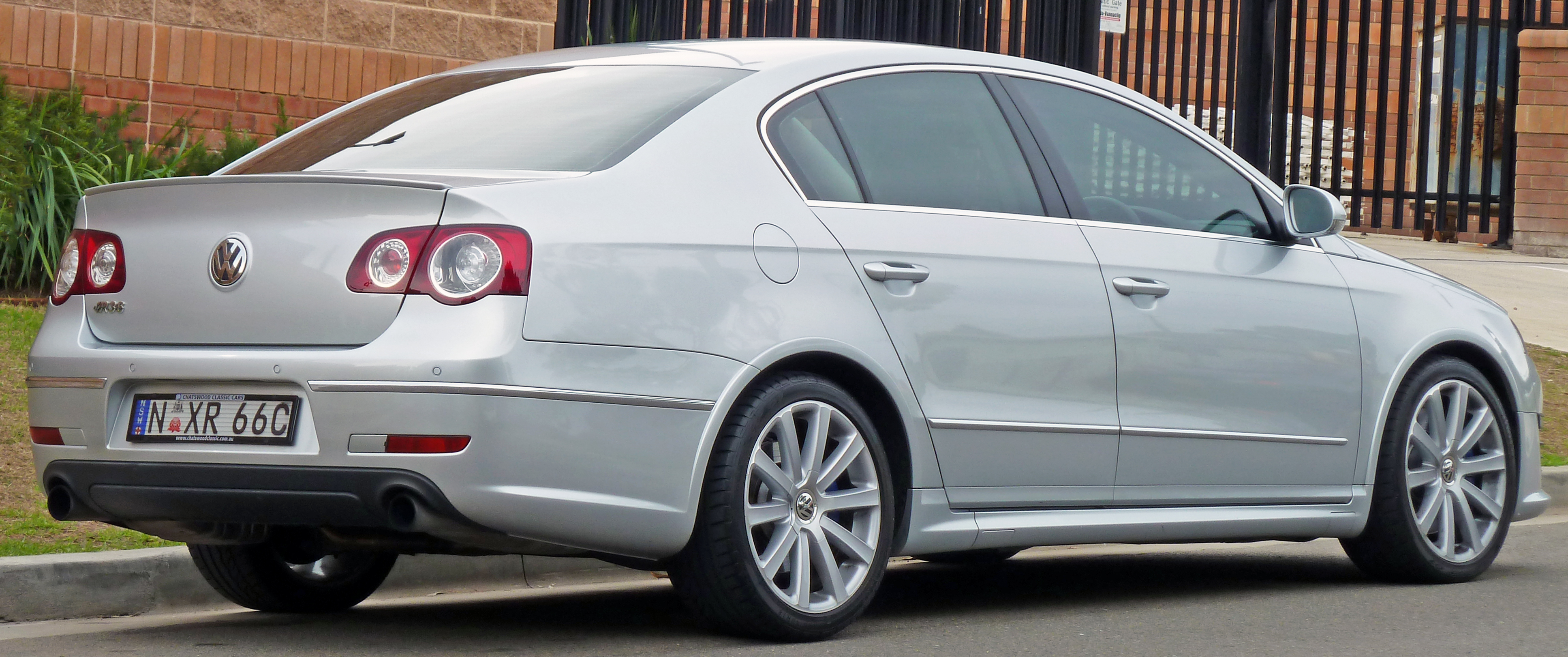
седан (сзади)
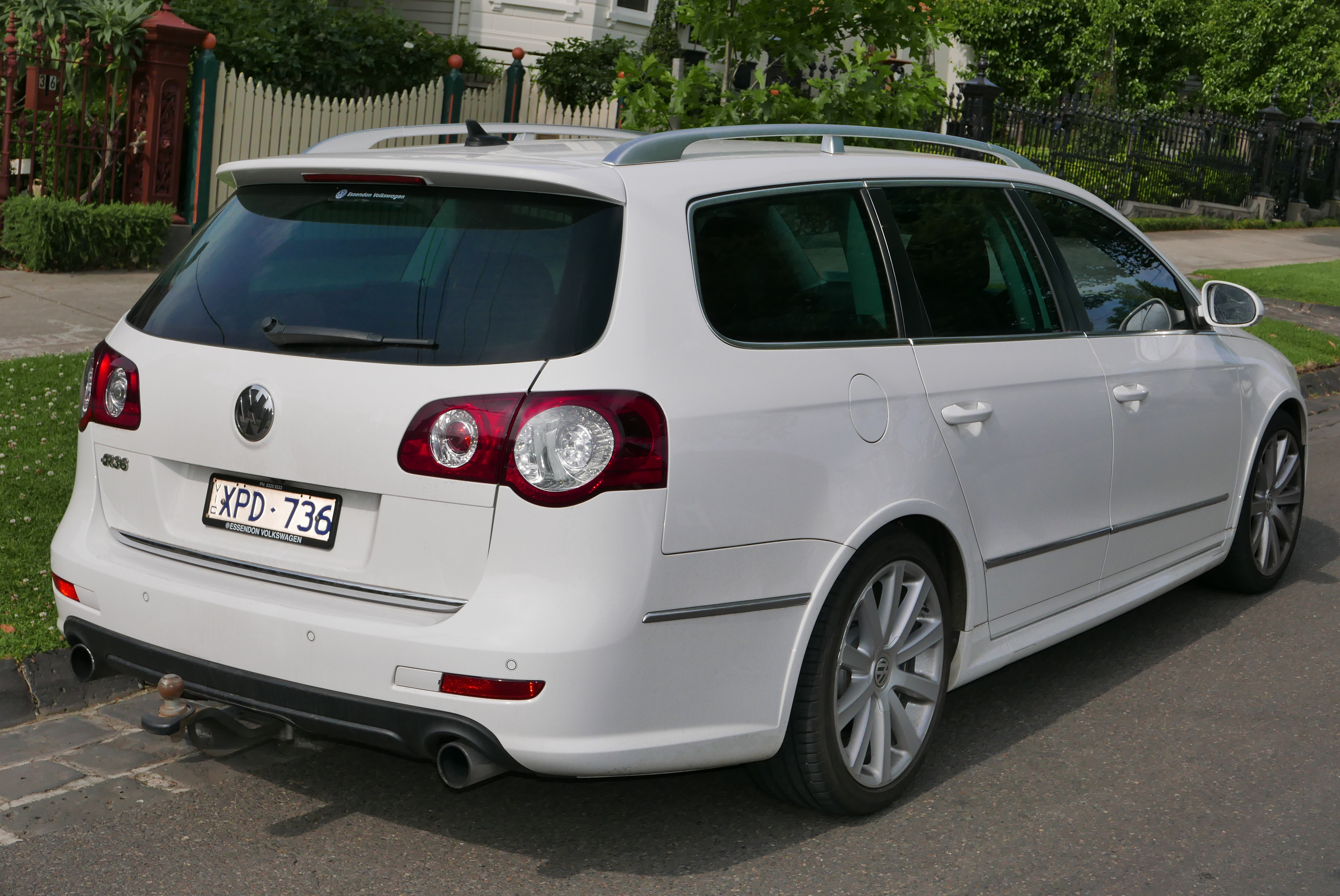
универсал

Цифра 36 является отсылкой на объём двигателя — V6 рабочим объёмом 3.6 литра. Его мощность — 300 л. с. (221 кВт; 296 л. с.) и крутящий момент 350 Нм, который разгоняет седан и универсал до 100 км/ч (62,1 миль / ч) за 5,6 и 5,8 секунды соответственно.
R36 отличается от стандартного B6 спортивными обвесами, опцией переключения передач на рулевом колесе с плоским дном, 18-дюймовыми дисками из алюминиевого сплава «Omanyt», более жёсткой и заниженной на 20 мм подвеске, педалями из нержавеющей стали с гравировкой «R», сиденьями Recaro с логотипом R36, наличием опционального подогрева задних сидений и двумя выхлопными трубами.

#### Volkswagen Passat CC
В 2008 году на Детройтском автосалоне Volkswagen представил 4-х дверное купе на базе Passat В6, которое получило название Volkswagen Passat CC, что означает «Comfort Coupe». Стоимость автомобиля составила 55 тыс. долларов США. В США имя Passat CC было изменено на CC. Двигатели, предлагаемые в CC идентичны обычным Passat. В конце 2011 года Passat CC получил обновление стиля, аналогично обновлению более крупного Phaeton. Для обновлённой модели Volkswagen отказался от названия Passat CC для всех рынков, теперь это Volkswagen CC.

### Двигатели
| Двигатели           | Двигатели                      | Двигатели                               | Двигатели                              | Двигатели                                     | Двигатели                           | Двигатели                           | Двигатели |
| Двигатель           | Рабочий объём, л/куб. см.(см³) | Макс. мощность кВт (л. с.)/при об./мин. | Макс. крутящий момент Н·м/при об./мин. | Средний расход топлива л на 100 км МКПП(АКПП) | Вид топлива                         | Доступные КП                        |           |
| ------------------- | ------------------------------ | --------------------------------------- | -------------------------------------- | --------------------------------------------- | ----------------------------------- | ----------------------------------- | --------- |
| 1.4 TSI             | 1,4 / 1390                     | 90 (122) / 5000                         | 200 / 1500 — 4000                      | 6,6                                           | Бензин                              | 6-ступ.мех. 7-ступ. DSG             |           |
| 1.4 TSI EcoFuel     | 1,4 / 1390                     | 110 (150) / 5500                        | 220 / 1500 — 4500                      | 6,8(6,8)л/4,3(4,3)кг                          | Бензин / Сжатый природный газ (CNG) | 6-ступ.мех. 7-ступ. DSG             |           |
| 1.4 TSI MultiFuel   | 1,4 / 1390                     | 118 (160) / 5800                        | 240 / 2000                             | 6,7(6,7)л/8,8(9,0)л                           | Бензин / Биоэтанол E85              | 6-ступ.мех. 7-ступ. DSG             |           |
| 1.6 MPI             | 1,6 / 1595                     | 75 (102) / 5600                         | 148 / 3800                             | 7,6                                           | Бензин                              | 5-ступ.мех.                         |           |
| 1.8 TSI             | 1,8 / 1798                     | 118 (160) / 5000 112 (152) / 5000       | 250 / 1500                             | 7,5 8,2 7,6                                   | Бензин                              | 6-ступ.мех. 6-ступ.авт. 7-ступ. DSG |           |
| 2.0 FSI 4Motion     | 2,0 / 1984                     | 110 (150) / 6000                        | 200 / 3500                             | 8,7                                           | Бензин                              | 6-ступ.мех.                         |           |
| 2.0 TFSI            | 2,0 / 1984                     | 147 (200) / 5500                        | 280 / 1800                             | (8,7)                                         | Бензин                              | 6-ступ.авт. 6-ступ. DSG             |           |
| 3.2 FSI V6 4 Motion | 3,2 / 3168                     | 184 (250) / 6250                        | 330 / 3000                             | (9,8)                                         | Бензин                              | 6-ступ. DSG                         |           |
| 3.6 FSI V6 4 Motion | 3,6 / 3597                     | 206 (280) / 6200                        | 360 / 2750                             | (10.2)                                        | Бензин                              | 6-ступ. DSG                         |           |
| 1.6 TDI             | 1,6 / 1596                     | 77 (105) / 4000                         | 250 / 1600                             | 5,6                                           | Дизельное                           | 5-ступ.мех.                         |           |
| 1.9 TDI             | 1,9 / 1896                     | 77 (105) / 4000                         | 250 / 1900                             | 5,6                                           | Дизельное                           | 5-ступ.мех.                         |           |
| 2.0 TDI             | 2,0 / 1968                     | 103 (140) / 4000                        | 320 / 1750                             | 5,8 (6,5)                                     | Дизельное                           | 6-ступ.мех. 6-ступ. DSG             |           |
| 2.0 TDI             | 2,0 / 1968                     | 125 (170) / 4000                        | 350 / 1750                             | 5,8 (6,5)                                     | Дизельное                           | 6-ступ.мех. 6-ступ. DSG             |           |

## Passat B7
Обновлённый Volkswagen Passat B7 был впервые показан публике на автосалоне в Париже в сентябре 2010 года. В дилерские центры Volkswagen Passat B7 поступил ближе к концу ноября 2010 года. Фактически B7 не был полноценным новым поколением, а был глубоким рестайлингом Passat B6, появившийся ещё в 2005 году. Сильным изменениям подверглись кузовные панели, бампера, решётка радиатора и блок фар. В целом, передняя часть нового Passat стала соответствовать новой стилистике VW, которая началась с появившегося в 2008 году Golf VI.
Габаритные размеры остались практически полностью идентичны Passat B6, но длина стала больше на 4 мм. Коэффициент аэродинамического сопротивления по продольной оси (Cx) у Passat B6 составляет 0,298 у универсала и 0,291 у седана.
К новым дополнительным функциям относилось адаптивное управление подвеской (DCC), систему контроля усталости водителя и систему автономного экстренного торможения автомобиля. Интересный факт: на Passat B7 был впервые применён датчик, с помощью которого происходит автоматическое открывание багажника при занесении ноги человека под задний бампер.
В целом, на Passat B7 были исправлены многие недоработки (сцепление, подвеска, ЭБУ) предыдущего поколения. В дополнении к техническим доработкам все рычаги передней подвески стали стальными.
Существовало множество различных комплектаций Passat B7. Комплектация «Trendline» при этом представляет собой базовое оснащение. Далее следовали более дорогие комплектации, такие как «Comfortline», «Highline» и другие. Кроме того, Passat в стандартной комплектации оснащён акустическим лобовым стеклом. Опционально также доступны передние боковые стёкла с акустической конструкцией. В ноябре 2011 года блок управления климатом был модернизирован.

### Двигатели
Линейка двигателей в большинстве своём соответствует линейке двигателей предыдущего поколения B6. Однако из-за стандарта выхлопных газов Евро-5 был модернизирован 3,6-литровый бензиновый двигатель VR6.
Все двигатели — с наддувом. Наибольшую популярность (особенно в России) получили версии B7 с двигателем 1.8 TSI (152 л. с.). В 1.8 TSI был применён прямой впрыск топлива и гомогенная система. На этом двигателе выпускной коллектор с переменной геометрией и установлены вихревые заслонки.
Устанавливались дизельные двигатели мощностью 1,6 TDI мощностью 77 кВт (без сажевого фильтра) и два 2,0-литровых двигателя TDI с DPF (с сажевым фильтром) мощностью 103 кВт и 125 кВт соответственно (140/170 и 177 л. с. соответственно). Все модели Passat B7 с дизельными и бензиновыми двигателями мощностью более 90 кВт штатно оснащались системой старт-стоп, датчиком переключения скоростей и гибридной системой охлаждения. В паре с 2,0-литровыми двигателями TDI производились полноприводные версии Passat B7 (103 кВт только с МКПП, 125/130 кВт только с коробкой передач прямого переключения).

### Volkswagen Passat Alltrack
В октябре 2010 года Passat Alltrack дебютировал на Токийском автосалоне 2010 года, входя во внедорожную и легковую линейку компании Volkswagen.
Passat Alltrack, в отличие от стандартного седана Variant, имеет внедорожный обвес, дорожный просвет 174 мм, систему полного привода с программой помощи по бездорожью, работающую в сочетании с ABS, электронный блокировщик дифференциала (EDL), коробку передач прямого переключения (DSG) и систему помощи при спуске со склона.

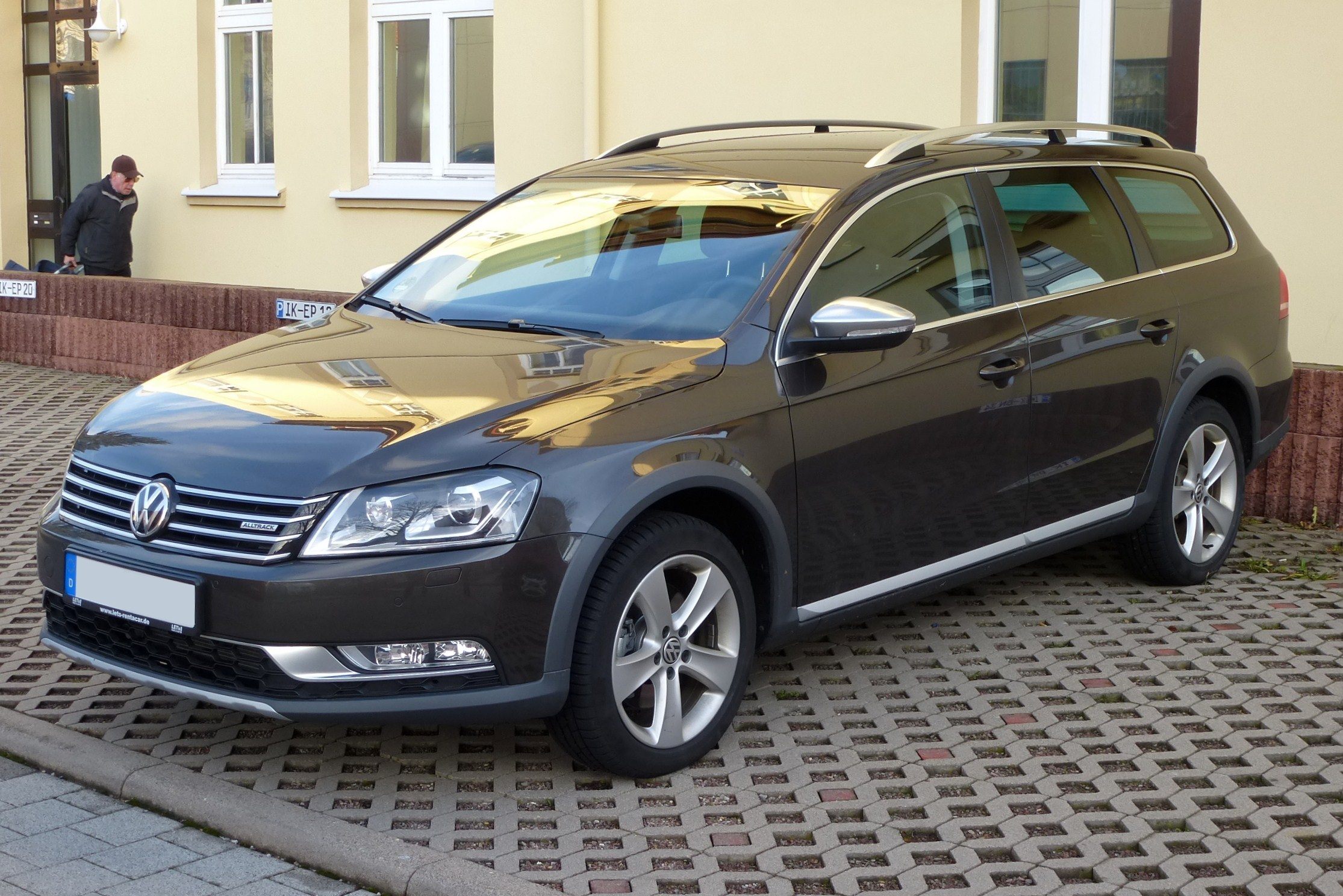
VW Passat Alltrack (2012—2014)

Линейка двигателей Passat Alltrack состоит из двух 2,0-литровых TDI мощностью 103 кВт/140 л. с. и 125 кВт/170 л. с. и двух бензиновых двигателей объёмом 1,8 л мощностью 118 кВт/160 л. с. и 2,0-литрового TSI мощностью 155 кВт/207 л. с. Модели TDI в базовой комплектации имеют пакет технологий BlueMotion с системой старт-стоп и автоматически глушит двигатель при остановке и запускает при начале движения. Два двигателя с меньшей мощностью 2,0 л TDI и 1,8 л TSI были доступны только с передним приводом с механической 6-ступенчатой коробкой передач. Остальные полноприводные Alltrack оснащались 6-ступенчатой коробкой передач DSG, за исключением 2,0-литрового TDI мощностью 103 кВт/140 л. с. с 6-ступенчатой механической коробкой передач.

### Passat Estate TSI EcoFuel (2008)
В 2008 году была представлена модель VW Passat B6, способная использовать природный газ в качестве топлива. Впоследствии, версию EcoFuel получил и кузов B7.
В качестве силовой установки, был размещен 1,4-литровый двигатель TSI с двойным наддувом и непосредственным впрыском мощностью 150 л. с., оснащенный механическим нагнетателем и турбокомпрессором.
Баллоны и бак имеют ёмкость 21 кг газа и 30 л бензина, соответственно. Запас хода при полностью заполненных топливных резервуарах составляет около 900 км при движении по трассе и примерно на 30% меньше в городском режиме.
Газовые баллоны были размещены под полом багажника, что позволило полностью сохранить объём грузового отсека, однако автомобиль лишился ниши для запасного колеса.

### Производство
В Китае Volkswagen Passat B7 производился на совместном предприятии FAW-Volkswagen (Volkswagen Group China дочернее предприятие FAW-Volkswagen), как Volkswagen Magotan B7. В сентябре 2010 года после Volkswagen другие совместное предприятие в Китае, Шанхай Фольксваген (SVW), было принято решение использовать платформу В5 для Passat и Passat Lingyu (Passat с длинной колёсной базой).
С 2011 по 2015 год на сборочном заводе в Чаттануге собирался Volkswagen Passat NMS (New Midsize Sedan). Колёсная база NMS была растянута на 94 мм (до 2803 мм), в длину — на 103 мм, до 4868 мм.

## Passat B8
Volkswagen Passat B8 впервые был показан в потсдамском дизайн-центре Volkswagen 3 июля 2014 года. Новый Passat B8 был построен на новой платформе MQB, на которой также базировалось семейство VW Golf. По сравнению с предшественником B6, седан Passat B8 стал короче на 2 мм (4767 мм), а колёсная база выросла на 79 мм (до 2791 мм), 33 мм прибавилось к длине салона. Ширина увеличилась на 12 мм (до 1832 мм), а высота уменьшилась на 14 мм (1456 мм). Свесы кузова стали короче на 67 мм спереди и 13 мм сзади.
Несмотря на то, что конструкция подвески осталась прежней (передние стойки MacPherson и многорычажная подвеска сзади), управляемость заметно улучшилась. Существовали версии с электронно-управляемыми амортизаторами DCC (Dynamic Chassis Control), которые позволяют настраивать степень зажатости подвески.
Passat B8 имеет адаптивную цифровую комбинацию приборов, систему мониторинга пешеходов, проектор на лобовое стекло, а также мультимедийную систему третьего поколения с экраном диагональю 9,2 дюйма. Все зарядные разъёмы в салоне сделаны под стандарт USB-C.
Как и предыдущее поколение, модельный ряд Passat B8 состоит из седана, универсала (Variant) и полноприводной версии Passat Alltrack.
В 2019 году Passat претерпел незначительный рестайлинг. Снаружи изменилась лишь форма бамперов, радиаторной решётки и головной оптики. В салоне изменилось расположение кнопок и клавиш на панели приборов, исчезли аналоговые часы, появилась контурная подсветка. Рестайлинг ознаменовался переходом на новую мультимедийную систему MIB 3: появился цифровой щиток приборов второго поколения (диагональ 11,2 дюйма) и новой навигационно-развлекательной системой «Discover Pro» (диагональ 9,2 дюйма).

### Двигатели
На Passat B8 устанавливается десять бензиновых и дизельных моторов мощностью от 120 до 280 л. с. (среди них есть вариант для метана). Из силовых установок особого внимания заслуживают две новинки. Первая — дизель 2.0 TDI bi-turbo (240 л. с., 500 Н•м), с которым идут полный привод и семиступенчатый «робот» DSG. С таким двигателем седан может разгоняться до 240 км/ч, набирать первую сотню за 6,1 с, средний расход топлива у него равен 5,3 л/100 км, что даёт внушительный пробег при 66-литровом баке. Вторая — гибридная установка, состоящая из 156-сильного мотора 1.4 TSI и электродвигателя мощностью 80 кВт. Общая отдача системы — 211 л. с. Заряжаемая от розетки батарея позволяет проезжать на электроэнергии 50 км. Это означает средний расход в 1,5 л/100 км в комбинированном цикле
Зимой 2019 года Volkswagen Passat восьмого поколения был модернизирован. Для России автомобили оснащались бензиновыми турбомоторами 1.4 TSI (150 л. с.) и 2.0 TSI (190 л. с.), оба в паре с 7-ступенчатым преселективным «роботом» DSG

### Passat GTE
Гибридная версия Passat GTE была анонсирована на Парижском автосалоне в 2014 году, официальные продажи начались только во второй половине 2015 года. Схожая гибридная установка была ранее применена на Volkswagen Golf GTE и Audi A3 Sportback e-tron. GTE имеет электромотор мощностью 85 кВт и литий-ионный аккумулятор мощностью 9,9 кВт * ч, что позволяет ему пройти путь около 50 км без запуска ДВС. Гнездо для заряда батареи встроено в решётку радиатора, что позволяет парковаться с любой стороны от зарядки.
В паре с 1,4-литровым бензиновым двигателем TSI (154 л. с.), оснащённым ACT, он обеспечит экономию топлива 2,0 л/100 км. После включения зажигания активируется полностью электрический E-mode. Объём багажника уменьшен с 650 литров до 483 литров в универсала Variant, по сравнению с негибридными Passat, уменьшен на 167 литров, за счёт аккумуляторной батареи.

### Безопасность
Автомобиль прошёл тест Euro NCAP в 2014 году:
| Euro NCAP                                                       | Euro NCAP | Euro NCAP | Euro NCAP             |
| --------------------------------------------------------------- | --------- | --------- | --------------------- |
| · общий рейтинг                                                 |           |           |                       |
| 85%                                                             | 87%       | 66%       | 76%                   |
| взрослый пассажир                                               | ребёнок   | пешеход   | активная безопасность |
| Протестированная модель: VW Passat 2.0 TDI 'Comfortline' (2014) |           |           |                       |

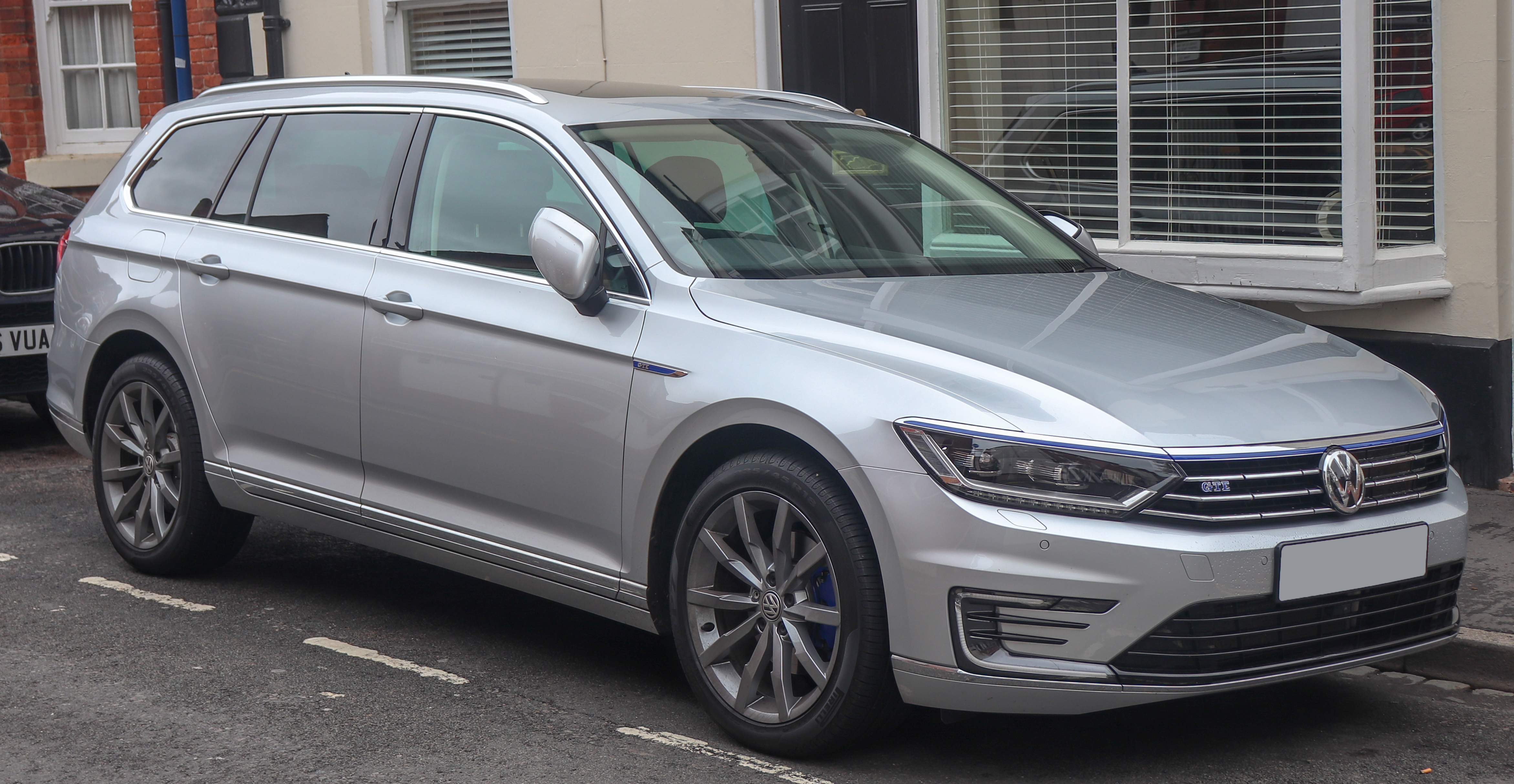
Volkswagen Passat GTE Variant (рестайлинг)
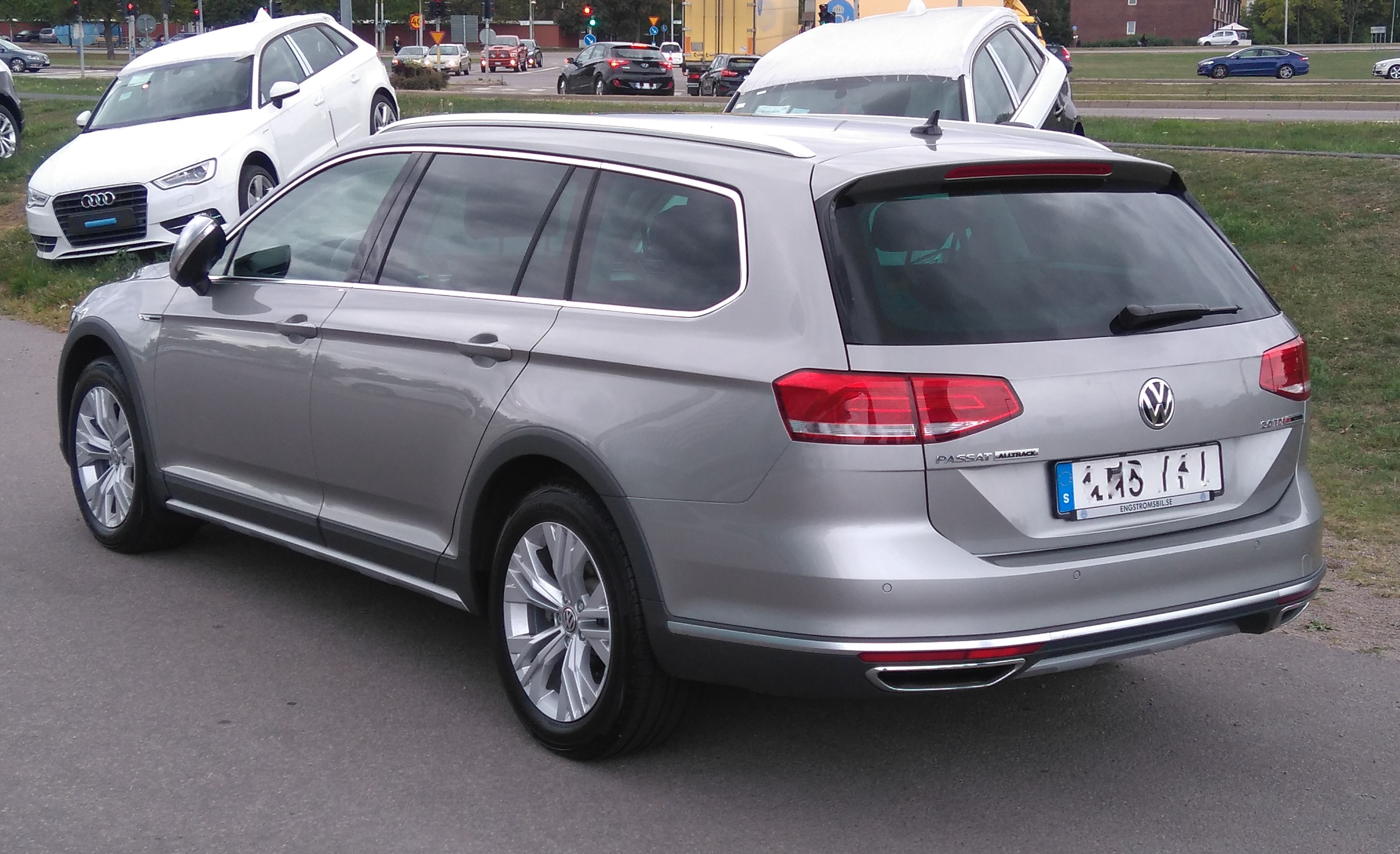
Volkswagen Passat Alltrack
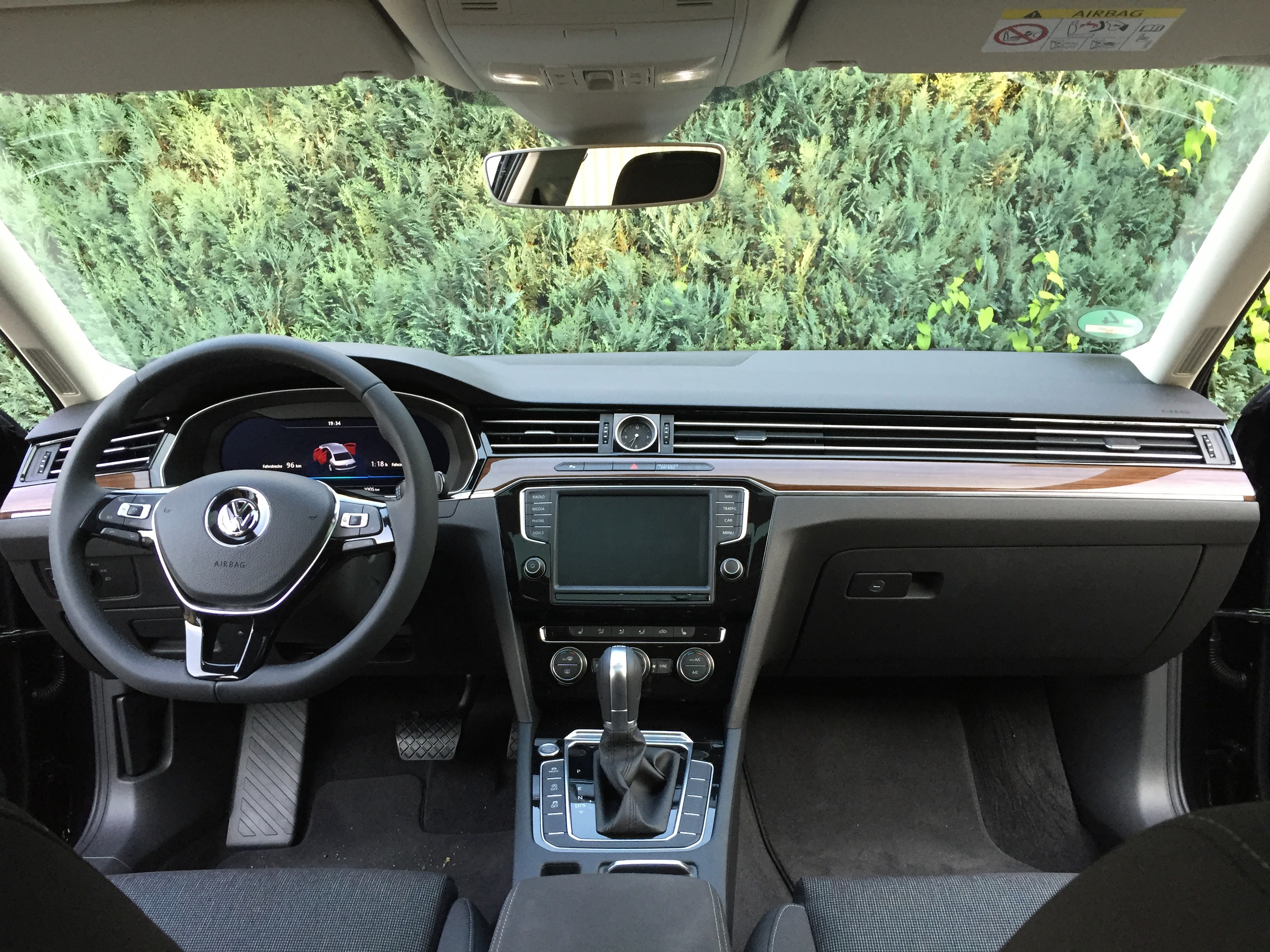
Салон

В конце декабря 2022 года было прекращено производство седанов Passat на заводах в Германии. При этом выпуск универсалов Passat Variant и Passat Alltrack продолжается.

## Passat B9
Девятое поколение Passat доступно исключительно в виде универсала, представленного в сентябре 2023 года на IAA в Мюнхене, с тем же кузовом, что и будущий Škoda Superb. В июле Volkswagen анонсировал новые прототипы Passat, которые должны поступить в продажу в начале 2024 с бензиновыми, мягкими гибридами и дизельными двигателями, а также двумя новыми гибридами с электроприводом с запасом хода до 100 километров и новой цифровой кабиной.
В основе Passat по-прежнему лежит модульная поперечная платформа. Производство было перенесено с завода в Эмдене в Братиславу. Теперь ID.7 будет производиться в Эмдене. По сравнению с предыдущей моделью, базовое оборудование было расширено, напр. об автоматическом кондиционере и дистанционном круиз-контроле. Седан Volkswagen Magotan был представлен 25 апреля 2024 года и основан на той же платформе, что и универсал B9 Passat, продаваемый по всему миру.